# Struktur der NSDAP
Die Struktur der NSDAP war zentralistisch und straff hierarchisch. Als Massen- und Führerpartei machte sich die Nationalsozialistische Deutsche Arbeiterpartei im NS-Staat zur einzigen legalen politischen Partei. Sie konkurrierte in außergewöhnlich hohem Maße mit staatlichen Behörden (Polykratie) und übernahm zum Teil deren Aufgaben.

## Offizielle Struktur und Praxis
In der Praxis entstanden Probleme bei dem Verteilen der Zuständigkeiten. So konnten z. B. Reichsleiter mit ihren Ämtern öfter mit Gauleitern und der Gauverwaltung konkurrieren. Darüber hinaus konkurrierte die Partei oft mit staatlichen Stellen, also etwa den Ministerien und Verwaltungsstellen, da der Staat sich stets an Interessen der NSDAP-(Regional‑)Führung orientierte. So hatte die Gauleitung Einfluss bei Personalentscheidungen in öffentlichen Ämtern, etwa durch Erstellung von Gutachten. Hauptgrund für diesen Kompetenzwirrwarr waren die Zuteilung administrativer Tätigkeiten bei den Gauleitungen. Die Konkurrenz etwa zwischen Reichsleitern und Reichsministern war von Hitler durchaus gewollt und absichtlich aufgebaut.
Streng nach dem Führerprinzip organisiert, konkurrierten die Gauleiter mit den staatlichen Strukturen, also mit den Reichsstatthaltern, die nach Auflösung der Länder die Ministerpräsidenten ersetzten. Sie versuchten sogar diesen Posten selber zu besetzen, was auch sehr oft gelang. Fast alle Gauleiter bauten sich in ihren Regionen deswegen ein eigenes Machtrefugium auf.
Partei und Staat kämpften gegenseitig um Einfluss, wobei die Zuständigkeitsbereiche nicht klar abgegrenzt waren und unübersichtlich blieben. Wenn in einem Gaugebiet etwa ein juristischer Vortrag gehalten werden sollte, wäre einerseits der Gauleiter zuständig, andererseits aber auch z. B. der (Reichs-)Leiter des Reichsrechtsamtes Hans Frank, aber auch etwa die Reichspropagandaleitung oder das Reichsministerium für Volksaufklärung und Propaganda.
Reinhard Bollmus und Hans-Adolf Jacobsen schrieben beispielsweise, dass der Nationalsozialismus keinen monolithischen Führerstaat errichtet hätte, sondern eine Polykratie ohne klare Hierarchie, in der sich Personen, Ämter und Behörden gegenseitig bekämpften.
Von Innenminister Wilhelm Frick wurde aus diesem Grunde eine grundlegende Organisationsreform gefordert, aber nie verwirklicht. Dabei hatte er die Aufteilung der Befugnisse nach territorialen Zuständigkeiten gefordert, in diesem Falle hätte es kaum mehr Probleme bei der Frage nach der zuständigen Behörde oder Parteivertretung gegeben.
Am Beispiel der Biographie Alfred Rosenbergs lassen sich die entstandenen Probleme gut darstellen.

## Führungsstab
An der Spitze stand der Vorsitzende („Der Führer“); er war mit absoluter Macht ausgestattet und hatte die volle Befehlsgewalt. Alle anderen Parteiämter waren seiner Position untergeordnet und mussten sich nach seinen Weisungen richten. Dabei hatte der Führer Adolf Hitler als Staatsoberhaupt und aufgrund der Vielzahl seiner Ämter ein eigenes Organ, die „Kanzlei des Führers“; diese wurde nach Übernahme des Präsidialamts 1934 gegründet.
Der staatlichen Kanzlei des Führers entsprach in der Partei der Stab des „Stellvertreters des Führers“. Diesen Titel hatte Rudolf Heß seit dem 21. April 1933 inne, bis er am 10. Mai 1941 infolge der „Aktion gegen Geheimlehren und sogenannte Geheimwissenschaften“ entlassen wurde. Der „Stab des Stellvertreters des Führers“ (StdF), der später „Parteikanzlei“ hieß (Leiter ab dem 10. Oktober 1933: Martin Bormann), hatte die Aufgabe, alle Gesetze und Verordnungen, aber auch die Ernennung von Beamten auf ihre Übereinstimmung mit der nationalsozialistischen Ideologie hin zu überprüfen. Ein „Verbindungsstab“ vermittelte die Verbindung zum Staat.
Dem Stellvertreter des Führers waren 18 Reichsleiter mit ihren Reichsämtern und Reichsstellen untergeordnet. Somit war die Funktion des Stellvertreters des Führers praktisch das zweithöchste Amt, welches man in der NSDAP erreichen konnte.

## Die Reichsleiter
Die 18 Reichsleiter hatten den höchsten Parteirang und übten die höchsten parteipolitischen Ämter in der NSDAP aus. In der Parteihierarchie unterstanden die Reichsleiter entweder nur Hitler oder dessen Stellvertreter, in deren Auftrag sie ihnen zugewiesene Aufgaben im gesamten Reichsgebiet erfüllten. Die 18 Reichsleiter bildeten die Reichsleitung der NSDAP, die ihren Sitz zunächst im so genannten Braunen Haus in München hatte (der oben erwähnte Stab des Stellvertreters des Führers war praktisch eine Berliner Außenstelle der Reichsleitung im Braunen Haus). Einige Reichsleiter hatten auch im Kabinett Hitler einen Sitz.
Die Aufgaben der Reichsleitung bestanden in der Festlegung und Überwachung der Richtlinien für die politische Zielsetzung des deutschen Volkes. Des Weiteren sollte sie für die Sicherstellung der Führerauslese der NSDAP und des Staates sorgen sowie auch die zweckmäßige Organisation der Partei und der zugehörigen Dienststellen überwachen. Der Reichsorganisationsleiter der NSDAP war für Angelegenheiten der Bearbeitung aller Organisationsfragen und sämtlicher der Partei angeschlossenen Verbände zuständig, ebenso verantwortlich für die Auswahl und Schulung des Führungskorps der NSDAP. Ihm waren deshalb das Hauptorganisationsamt, das Hauptschulungsamt und das Hauptpersonalamt unterstellt (Stand: 1944).
|                                                                               |                                                                               |                                                                               |                                                                               |                                                                                                   |                                                                                                   |                                                                                                   |                                                                                                   |                                                                                                   |                                                                                                   |                                                                                              |                                                                                              |                                                                                              |                                                                                              |  |  | Die Ämter der 18 Reichsleiter                                                       |                                                                                     |                                                                                     |                                                                                     | | | | | | |  |  |  |  |                                             |                                             |                                             |                                             |                                                                                             |                                                                                             |                                                                                             |                                                                                             |                                                                                             |                                                                                             |  |  |  |  |  |  |  |  |  |  |  |  |  |  |  |  |  |  |
|                                                                               |                                                                               |                                                                               |                                                                               |                                                                                                   |                                                                                                   |                                                                                                   |                                                                                                   |                                                                                                   |                                                                                                   |                                                                                              |                                                                                              |                                                                                              |                                                                                              |  |  |                                                                                     |                                                                                     |                                                                                     |                                                                                     | | | | | | |  |  |  |  |                                             |                                             |                                             |                                             |                                                                                             |                                                                                             |                                                                                             |                                                                                             |                                                                                             |                                                                                             |  |  |  |  |  |  |  |  |  |  |  |  |  |  |  |  |  |  |
|                                                                               |                                                                               |                                                                               |                                                                               |                                                                                                   |                                                                                                   |                                                                                                   |                                                                                                   |                                                                                                   |                                                                                                   |                                                                                              |                                                                                              |                                                                                              |                                                                                              |  |  |                                                                                     |                                                                                     |                                                                                     |                                                                                     | | | | | | |  |  |  |  |                                             |                                             |                                             |                                             |                                                                                             |                                                                                             |                                                                                             |                                                                                             |                                                                                             |                                                                                             |  |  |  |  |  |  |  |  |  |  |  |  |  |  |  |  |  |  |
|                                                                               |                                                                               |                                                                               |                                                                               | Ohne Machtbefugnisse über an die Partei angeschlossene Verbände, Organisationen oder Gliederungen | Ohne Machtbefugnisse über an die Partei angeschlossene Verbände, Organisationen oder Gliederungen | Ohne Machtbefugnisse über an die Partei angeschlossene Verbände, Organisationen oder Gliederungen | Ohne Machtbefugnisse über an die Partei angeschlossene Verbände, Organisationen oder Gliederungen | Ohne Machtbefugnisse über an die Partei angeschlossene Verbände, Organisationen oder Gliederungen | Ohne Machtbefugnisse über an die Partei angeschlossene Verbände, Organisationen oder Gliederungen |                                                                                              |                                                                                              |                                                                                              |                                                                                              |  |  | Mit Machtbefugnissen über an die Partei angeschlossene Verbände oder Organisationen | Mit Machtbefugnissen über an die Partei angeschlossene Verbände oder Organisationen | Mit Machtbefugnissen über an die Partei angeschlossene Verbände oder Organisationen | Mit Machtbefugnissen über an die Partei angeschlossene Verbände oder Organisationen | Mit Machtbefugnissen über an die Partei angeschlossene Verbände oder Organisationen                  | Mit Machtbefugnissen über an die Partei angeschlossene Verbände oder Organisationen                  | | | | |  |  |  |  | Mit Machtbefugnissen über drei Gliederungen | Mit Machtbefugnissen über drei Gliederungen | Mit Machtbefugnissen über drei Gliederungen | Mit Machtbefugnissen über drei Gliederungen | Mit Machtbefugnissen über drei Gliederungen                                                 | Mit Machtbefugnissen über drei Gliederungen                                                 |                                                                                             |                                                                                             |                                                                                             |                                                                                             |  |  |  |  |  |  |  |  |  |  |  |  |  |  |  |  |  |  |
|                                                                               |                                                                               |                                                                               |                                                                               | Ohne Machtbefugnisse über an die Partei angeschlossene Verbände, Organisationen oder Gliederungen | Ohne Machtbefugnisse über an die Partei angeschlossene Verbände, Organisationen oder Gliederungen | Ohne Machtbefugnisse über an die Partei angeschlossene Verbände, Organisationen oder Gliederungen | Ohne Machtbefugnisse über an die Partei angeschlossene Verbände, Organisationen oder Gliederungen | Ohne Machtbefugnisse über an die Partei angeschlossene Verbände, Organisationen oder Gliederungen | Ohne Machtbefugnisse über an die Partei angeschlossene Verbände, Organisationen oder Gliederungen |                                                                                              |                                                                                              |                                                                                              |                                                                                              |  |  | Mit Machtbefugnissen über an die Partei angeschlossene Verbände oder Organisationen | Mit Machtbefugnissen über an die Partei angeschlossene Verbände oder Organisationen | Mit Machtbefugnissen über an die Partei angeschlossene Verbände oder Organisationen | Mit Machtbefugnissen über an die Partei angeschlossene Verbände oder Organisationen | Mit Machtbefugnissen über an die Partei angeschlossene Verbände oder Organisationen                  | Mit Machtbefugnissen über an die Partei angeschlossene Verbände oder Organisationen                  | | | | |  |  |  |  | Mit Machtbefugnissen über drei Gliederungen | Mit Machtbefugnissen über drei Gliederungen | Mit Machtbefugnissen über drei Gliederungen | Mit Machtbefugnissen über drei Gliederungen | Mit Machtbefugnissen über drei Gliederungen                                                 | Mit Machtbefugnissen über drei Gliederungen                                                 |                                                                                             |                                                                                             |                                                                                             |                                                                                             |  |  |  |  |  |  |  |  |  |  |  |  |  |  |  |  |  |  |
| Reichsschatzmeister der NSDAP (Franz Xaver Schwarz)                           | Reichsschatzmeister der NSDAP (Franz Xaver Schwarz)                           | Reichsschatzmeister der NSDAP (Franz Xaver Schwarz)                           | Reichsschatzmeister der NSDAP (Franz Xaver Schwarz)                           | Reichsschatzmeister der NSDAP (Franz Xaver Schwarz)                                               | Reichsschatzmeister der NSDAP (Franz Xaver Schwarz)                                               |                                                                                                   |                                                                                                   | Der Chef der Kanzlei des Führers (Philipp Bouhler)                                                | Der Chef der Kanzlei des Führers (Philipp Bouhler)                                                | Der Chef der Kanzlei des Führers (Philipp Bouhler)                                           | Der Chef der Kanzlei des Führers (Philipp Bouhler)                                           | Der Chef der Kanzlei des Führers (Philipp Bouhler)                                           | Der Chef der Kanzlei des Führers (Philipp Bouhler)                                           |  |  |                                                                                     |                                                                                     |                                                                                     |                                                                                     | Der Leiter des Außenpolitischen Amtes der NSDAP (Alfred Rosenberg)                                   | Der Leiter des Außenpolitischen Amtes der NSDAP (Alfred Rosenberg)                                   | Der Leiter des Außenpolitischen Amtes der NSDAP (Alfred Rosenberg)                                   | Der Leiter des Außenpolitischen Amtes der NSDAP (Alfred Rosenberg)                                   | Der Leiter des Außenpolitischen Amtes der NSDAP (Alfred Rosenberg)                                   | Der Leiter des Außenpolitischen Amtes der NSDAP (Alfred Rosenberg)                                   |  |  |  |  |                                             |                                             |                                             |                                             | Der Reichsführer SS (Heinrich Himmler)                                                      | Der Reichsführer SS (Heinrich Himmler)                                                      | Der Reichsführer SS (Heinrich Himmler)                                                      | Der Reichsführer SS (Heinrich Himmler)                                                      | Der Reichsführer SS (Heinrich Himmler)                                                      | Der Reichsführer SS (Heinrich Himmler)                                                      |  |  |  |  |  |  |  |  |  |  |  |  |  |  |  |  |  |  |
| Reichsschatzmeister der NSDAP (Franz Xaver Schwarz)                           | Reichsschatzmeister der NSDAP (Franz Xaver Schwarz)                           | Reichsschatzmeister der NSDAP (Franz Xaver Schwarz)                           | Reichsschatzmeister der NSDAP (Franz Xaver Schwarz)                           | Reichsschatzmeister der NSDAP (Franz Xaver Schwarz)                                               | Reichsschatzmeister der NSDAP (Franz Xaver Schwarz)                                               |                                                                                                   |                                                                                                   | Der Chef der Kanzlei des Führers (Philipp Bouhler)                                                | Der Chef der Kanzlei des Führers (Philipp Bouhler)                                                | Der Chef der Kanzlei des Führers (Philipp Bouhler)                                           | Der Chef der Kanzlei des Führers (Philipp Bouhler)                                           | Der Chef der Kanzlei des Führers (Philipp Bouhler)                                           | Der Chef der Kanzlei des Führers (Philipp Bouhler)                                           |  |  |                                                                                     |                                                                                     |                                                                                     |                                                                                     | Der Leiter des Außenpolitischen Amtes der NSDAP (Alfred Rosenberg)                                   | Der Leiter des Außenpolitischen Amtes der NSDAP (Alfred Rosenberg)                                   | Der Leiter des Außenpolitischen Amtes der NSDAP (Alfred Rosenberg)                                   | Der Leiter des Außenpolitischen Amtes der NSDAP (Alfred Rosenberg)                                   | Der Leiter des Außenpolitischen Amtes der NSDAP (Alfred Rosenberg)                                   | Der Leiter des Außenpolitischen Amtes der NSDAP (Alfred Rosenberg)                                   |  |  |  |  |                                             |                                             |                                             |                                             | Der Reichsführer SS (Heinrich Himmler)                                                      | Der Reichsführer SS (Heinrich Himmler)                                                      | Der Reichsführer SS (Heinrich Himmler)                                                      | Der Reichsführer SS (Heinrich Himmler)                                                      | Der Reichsführer SS (Heinrich Himmler)                                                      | Der Reichsführer SS (Heinrich Himmler)                                                      |  |  |  |  |  |  |  |  |  |  |  |  |  |  |  |  |  |  |
|                                                                               |                                                                               |                                                                               |                                                                               |                                                                                                   |                                                                                                   |                                                                                                   |                                                                                                   |                                                                                                   |                                                                                                   |                                                                                              |                                                                                              |                                                                                              |                                                                                              |  |  |                                                                                     |                                                                                     |                                                                                     |                                                                                     | | | | | | |  |  |  |  |                                             |                                             |                                             |                                             |                                                                                             |                                                                                             |                                                                                             |                                                                                             |                                                                                             |                                                                                             |  |  |  |  |  |  |  |  |  |  |  |  |  |  |  |  |  |  |
| Der Stabsleiter des Stellvertreters des Führers (Martin Bormann)              | Der Stabsleiter des Stellvertreters des Führers (Martin Bormann)              | Der Stabsleiter des Stellvertreters des Führers (Martin Bormann)              | Der Stabsleiter des Stellvertreters des Führers (Martin Bormann)              | Der Stabsleiter des Stellvertreters des Führers (Martin Bormann)                                  | Der Stabsleiter des Stellvertreters des Führers (Martin Bormann)                                  |                                                                                                   |                                                                                                   | Der Vorsitzende des Obersten Parteigerichts der NSDAP (Walter Buch)                               | Der Vorsitzende des Obersten Parteigerichts der NSDAP (Walter Buch)                               | Der Vorsitzende des Obersten Parteigerichts der NSDAP (Walter Buch)                          | Der Vorsitzende des Obersten Parteigerichts der NSDAP (Walter Buch)                          | Der Vorsitzende des Obersten Parteigerichts der NSDAP (Walter Buch)                          | Der Vorsitzende des Obersten Parteigerichts der NSDAP (Walter Buch)                          |  |  |                                                                                     |                                                                                     |                                                                                     |                                                                                     | Der Leiter des Reichsrechtsamtes (Hans Frank)                                                        | Der Leiter des Reichsrechtsamtes (Hans Frank)                                                        | Der Leiter des Reichsrechtsamtes (Hans Frank)                                                        | Der Leiter des Reichsrechtsamtes (Hans Frank)                                                        | Der Leiter des Reichsrechtsamtes (Hans Frank)                                                        | Der Leiter des Reichsrechtsamtes (Hans Frank)                                                        |  |  |  |  |                                             |                                             |                                             |                                             | Der Reichsjugendführer (bis 1940 Baldur von Schirach; danach Artur Axmann)                  | Der Reichsjugendführer (bis 1940 Baldur von Schirach; danach Artur Axmann)                  | Der Reichsjugendführer (bis 1940 Baldur von Schirach; danach Artur Axmann)                  | Der Reichsjugendführer (bis 1940 Baldur von Schirach; danach Artur Axmann)                  | Der Reichsjugendführer (bis 1940 Baldur von Schirach; danach Artur Axmann)                  | Der Reichsjugendführer (bis 1940 Baldur von Schirach; danach Artur Axmann)                  |  |  |  |  |  |  |  |  |  |  |  |  |  |  |  |  |  |  |
| Der Stabsleiter des Stellvertreters des Führers (Martin Bormann)              | Der Stabsleiter des Stellvertreters des Führers (Martin Bormann)              | Der Stabsleiter des Stellvertreters des Führers (Martin Bormann)              | Der Stabsleiter des Stellvertreters des Führers (Martin Bormann)              | Der Stabsleiter des Stellvertreters des Führers (Martin Bormann)                                  | Der Stabsleiter des Stellvertreters des Führers (Martin Bormann)                                  |                                                                                                   |                                                                                                   | Der Vorsitzende des Obersten Parteigerichts der NSDAP (Walter Buch)                               | Der Vorsitzende des Obersten Parteigerichts der NSDAP (Walter Buch)                               | Der Vorsitzende des Obersten Parteigerichts der NSDAP (Walter Buch)                          | Der Vorsitzende des Obersten Parteigerichts der NSDAP (Walter Buch)                          | Der Vorsitzende des Obersten Parteigerichts der NSDAP (Walter Buch)                          | Der Vorsitzende des Obersten Parteigerichts der NSDAP (Walter Buch)                          |  |  |                                                                                     |                                                                                     |                                                                                     |                                                                                     | Der Leiter des Reichsrechtsamtes (Hans Frank)                                                        | Der Leiter des Reichsrechtsamtes (Hans Frank)                                                        | Der Leiter des Reichsrechtsamtes (Hans Frank)                                                        | Der Leiter des Reichsrechtsamtes (Hans Frank)                                                        | Der Leiter des Reichsrechtsamtes (Hans Frank)                                                        | Der Leiter des Reichsrechtsamtes (Hans Frank)                                                        |  |  |  |  |                                             |                                             |                                             |                                             | Der Reichsjugendführer (bis 1940 Baldur von Schirach; danach Artur Axmann)                  | Der Reichsjugendführer (bis 1940 Baldur von Schirach; danach Artur Axmann)                  | Der Reichsjugendführer (bis 1940 Baldur von Schirach; danach Artur Axmann)                  | Der Reichsjugendführer (bis 1940 Baldur von Schirach; danach Artur Axmann)                  | Der Reichsjugendführer (bis 1940 Baldur von Schirach; danach Artur Axmann)                  | Der Reichsjugendführer (bis 1940 Baldur von Schirach; danach Artur Axmann)                  |  |  |  |  |  |  |  |  |  |  |  |  |  |  |  |  |  |  |
|                                                                               |                                                                               |                                                                               |                                                                               |                                                                                                   |                                                                                                   |                                                                                                   |                                                                                                   |                                                                                                   |                                                                                                   |                                                                                              |                                                                                              |                                                                                              |                                                                                              |  |  |                                                                                     |                                                                                     |                                                                                     |                                                                                     | | | | | | |  |  |  |  |                                             |                                             |                                             |                                             |                                                                                             |                                                                                             |                                                                                             |                                                                                             |                                                                                             |                                                                                             |  |  |  |  |  |  |  |  |  |  |  |  |  |  |  |  |  |  |
| Der Reichspropagandaleiter (bis 1929 Gregor Strasser; danach Joseph Goebbels) | Der Reichspropagandaleiter (bis 1929 Gregor Strasser; danach Joseph Goebbels) | Der Reichspropagandaleiter (bis 1929 Gregor Strasser; danach Joseph Goebbels) | Der Reichspropagandaleiter (bis 1929 Gregor Strasser; danach Joseph Goebbels) | Der Reichspropagandaleiter (bis 1929 Gregor Strasser; danach Joseph Goebbels)                     | Der Reichspropagandaleiter (bis 1929 Gregor Strasser; danach Joseph Goebbels)                     |                                                                                                   |                                                                                                   | Der stellvertretende Vorsitzende des Obersten Parteigerichts der NSDAP (Wilhelm Grimm)            | Der stellvertretende Vorsitzende des Obersten Parteigerichts der NSDAP (Wilhelm Grimm)            | Der stellvertretende Vorsitzende des Obersten Parteigerichts der NSDAP (Wilhelm Grimm)       | Der stellvertretende Vorsitzende des Obersten Parteigerichts der NSDAP (Wilhelm Grimm)       | Der stellvertretende Vorsitzende des Obersten Parteigerichts der NSDAP (Wilhelm Grimm)       | Der stellvertretende Vorsitzende des Obersten Parteigerichts der NSDAP (Wilhelm Grimm)       |  |  |                                                                                     |                                                                                     |                                                                                     |                                                                                     | Der Stabsleiter der Politischen Organisation der NSDAP (bis 1932 Gregor Strasser; danach Robert Ley) | Der Stabsleiter der Politischen Organisation der NSDAP (bis 1932 Gregor Strasser; danach Robert Ley) | Der Stabsleiter der Politischen Organisation der NSDAP (bis 1932 Gregor Strasser; danach Robert Ley) | Der Stabsleiter der Politischen Organisation der NSDAP (bis 1932 Gregor Strasser; danach Robert Ley) | Der Stabsleiter der Politischen Organisation der NSDAP (bis 1932 Gregor Strasser; danach Robert Ley) | Der Stabsleiter der Politischen Organisation der NSDAP (bis 1932 Gregor Strasser; danach Robert Ley) |  |  |  |  |                                             |                                             |                                             |                                             | Der Stabschef der SA (bis 1934 Ernst Röhm, bis 1943 Viktor Lutze, danach Wilhelm Schepmann) | Der Stabschef der SA (bis 1934 Ernst Röhm, bis 1943 Viktor Lutze, danach Wilhelm Schepmann) | Der Stabschef der SA (bis 1934 Ernst Röhm, bis 1943 Viktor Lutze, danach Wilhelm Schepmann) | Der Stabschef der SA (bis 1934 Ernst Röhm, bis 1943 Viktor Lutze, danach Wilhelm Schepmann) | Der Stabschef der SA (bis 1934 Ernst Röhm, bis 1943 Viktor Lutze, danach Wilhelm Schepmann) | Der Stabschef der SA (bis 1934 Ernst Röhm, bis 1943 Viktor Lutze, danach Wilhelm Schepmann) |  |  |  |  |  |  |  |  |  |  |  |  |  |  |  |  |  |  |
| Der Reichspropagandaleiter (bis 1929 Gregor Strasser; danach Joseph Goebbels) | Der Reichspropagandaleiter (bis 1929 Gregor Strasser; danach Joseph Goebbels) | Der Reichspropagandaleiter (bis 1929 Gregor Strasser; danach Joseph Goebbels) | Der Reichspropagandaleiter (bis 1929 Gregor Strasser; danach Joseph Goebbels) | Der Reichspropagandaleiter (bis 1929 Gregor Strasser; danach Joseph Goebbels)                     | Der Reichspropagandaleiter (bis 1929 Gregor Strasser; danach Joseph Goebbels)                     |                                                                                                   |                                                                                                   | Der stellvertretende Vorsitzende des Obersten Parteigerichts der NSDAP (Wilhelm Grimm)            | Der stellvertretende Vorsitzende des Obersten Parteigerichts der NSDAP (Wilhelm Grimm)            | Der stellvertretende Vorsitzende des Obersten Parteigerichts der NSDAP (Wilhelm Grimm)       | Der stellvertretende Vorsitzende des Obersten Parteigerichts der NSDAP (Wilhelm Grimm)       | Der stellvertretende Vorsitzende des Obersten Parteigerichts der NSDAP (Wilhelm Grimm)       | Der stellvertretende Vorsitzende des Obersten Parteigerichts der NSDAP (Wilhelm Grimm)       |  |  |                                                                                     |                                                                                     |                                                                                     |                                                                                     | Der Stabsleiter der Politischen Organisation der NSDAP (bis 1932 Gregor Strasser; danach Robert Ley) | Der Stabsleiter der Politischen Organisation der NSDAP (bis 1932 Gregor Strasser; danach Robert Ley) | Der Stabsleiter der Politischen Organisation der NSDAP (bis 1932 Gregor Strasser; danach Robert Ley) | Der Stabsleiter der Politischen Organisation der NSDAP (bis 1932 Gregor Strasser; danach Robert Ley) | Der Stabsleiter der Politischen Organisation der NSDAP (bis 1932 Gregor Strasser; danach Robert Ley) | Der Stabsleiter der Politischen Organisation der NSDAP (bis 1932 Gregor Strasser; danach Robert Ley) |  |  |  |  |                                             |                                             |                                             |                                             | Der Stabschef der SA (bis 1934 Ernst Röhm, bis 1943 Viktor Lutze, danach Wilhelm Schepmann) | Der Stabschef der SA (bis 1934 Ernst Röhm, bis 1943 Viktor Lutze, danach Wilhelm Schepmann) | Der Stabschef der SA (bis 1934 Ernst Röhm, bis 1943 Viktor Lutze, danach Wilhelm Schepmann) | Der Stabschef der SA (bis 1934 Ernst Röhm, bis 1943 Viktor Lutze, danach Wilhelm Schepmann) | Der Stabschef der SA (bis 1934 Ernst Röhm, bis 1943 Viktor Lutze, danach Wilhelm Schepmann) | Der Stabschef der SA (bis 1934 Ernst Röhm, bis 1943 Viktor Lutze, danach Wilhelm Schepmann) |  |  |  |  |  |  |  |  |  |  |  |  |  |  |  |  |  |  |
|                                                                               |                                                                               |                                                                               |                                                                               |                                                                                                   |                                                                                                   |                                                                                                   |                                                                                                   |                                                                                                   |                                                                                                   |                                                                                              |                                                                                              |                                                                                              |                                                                                              |  |  |                                                                                     |                                                                                     |                                                                                     |                                                                                     | | | | | | |  |  |  |  |                                             |                                             |                                             |                                             |                                                                                             |                                                                                             |                                                                                             |                                                                                             |                                                                                             |                                                                                             |  |  |  |  |  |  |  |  |  |  |  |  |  |  |  |  |  |  |
| Der Leiter der Parteipresse der NSDAP (Max Amann)                             | Der Leiter der Parteipresse der NSDAP (Max Amann)                             | Der Leiter der Parteipresse der NSDAP (Max Amann)                             | Der Leiter der Parteipresse der NSDAP (Max Amann)                             | Der Leiter der Parteipresse der NSDAP (Max Amann)                                                 | Der Leiter der Parteipresse der NSDAP (Max Amann)                                                 |                                                                                                   |                                                                                                   | Der Reichspressechef der NSDAP (Otto Dietrich)                                                    | Der Reichspressechef der NSDAP (Otto Dietrich)                                                    | Der Reichspressechef der NSDAP (Otto Dietrich)                                               | Der Reichspressechef der NSDAP (Otto Dietrich)                                               | Der Reichspressechef der NSDAP (Otto Dietrich)                                               | Der Reichspressechef der NSDAP (Otto Dietrich)                                               |  |  |                                                                                     |                                                                                     |                                                                                     |                                                                                     | | | | | | |  |  |  |  |                                             |                                             |                                             |                                             |                                                                                             |                                                                                             |                                                                                             |                                                                                             |                                                                                             |                                                                                             |  |  |  |  |  |  |  |  |  |  |  |  |  |  |  |  |  |  |
| Der Leiter der Parteipresse der NSDAP (Max Amann)                             | Der Leiter der Parteipresse der NSDAP (Max Amann)                             | Der Leiter der Parteipresse der NSDAP (Max Amann)                             | Der Leiter der Parteipresse der NSDAP (Max Amann)                             | Der Leiter der Parteipresse der NSDAP (Max Amann)                                                 | Der Leiter der Parteipresse der NSDAP (Max Amann)                                                 |                                                                                                   |                                                                                                   | Der Reichspressechef der NSDAP (Otto Dietrich)                                                    | Der Reichspressechef der NSDAP (Otto Dietrich)                                                    | Der Reichspressechef der NSDAP (Otto Dietrich)                                               | Der Reichspressechef der NSDAP (Otto Dietrich)                                               | Der Reichspressechef der NSDAP (Otto Dietrich)                                               | Der Reichspressechef der NSDAP (Otto Dietrich)                                               |  |  |                                                                                     |                                                                                     |                                                                                     |                                                                                     | | | | | | |  |  |  |  |                                             |                                             |                                             |                                             |                                                                                             |                                                                                             |                                                                                             |                                                                                             |                                                                                             |                                                                                             |  |  |  |  |  |  |  |  |  |  |  |  |  |  |  |  |  |  |
|                                                                               |                                                                               |                                                                               |                                                                               |                                                                                                   |                                                                                                   |                                                                                                   |                                                                                                   |                                                                                                   |                                                                                                   |                                                                                              |                                                                                              |                                                                                              |                                                                                              |  |  |                                                                                     |                                                                                     |                                                                                     |                                                                                     | | | | | | |  |  |  |  |                                             |                                             |                                             |                                             |                                                                                             |                                                                                             |                                                                                             |                                                                                             |                                                                                             |                                                                                             |  |  |  |  |  |  |  |  |  |  |  |  |  |  |  |  |  |  |
| Der Leiter des Wehrpolitischen Amtes (Franz von Epp)                          | Der Leiter des Wehrpolitischen Amtes (Franz von Epp)                          | Der Leiter des Wehrpolitischen Amtes (Franz von Epp)                          | Der Leiter des Wehrpolitischen Amtes (Franz von Epp)                          | Der Leiter des Wehrpolitischen Amtes (Franz von Epp)                                              | Der Leiter des Wehrpolitischen Amtes (Franz von Epp)                                              |                                                                                                   |                                                                                                   | Der Leiter des Amtes für Agrarpolitik (bis 1943 Richard Walther Darré; danach Herbert Backe)      | Der Leiter des Amtes für Agrarpolitik (bis 1943 Richard Walther Darré; danach Herbert Backe)      | Der Leiter des Amtes für Agrarpolitik (bis 1943 Richard Walther Darré; danach Herbert Backe) | Der Leiter des Amtes für Agrarpolitik (bis 1943 Richard Walther Darré; danach Herbert Backe) | Der Leiter des Amtes für Agrarpolitik (bis 1943 Richard Walther Darré; danach Herbert Backe) | Der Leiter des Amtes für Agrarpolitik (bis 1943 Richard Walther Darré; danach Herbert Backe) |  |  |                                                                                     |                                                                                     |                                                                                     |                                                                                     | | | | | | |  |  |  |  |                                             |                                             |                                             |                                             |                                                                                             |                                                                                             |                                                                                             |                                                                                             |                                                                                             |                                                                                             |  |  |  |  |  |  |  |  |  |  |  |  |  |  |  |  |  |  |
| Der Leiter des Wehrpolitischen Amtes (Franz von Epp)                          | Der Leiter des Wehrpolitischen Amtes (Franz von Epp)                          | Der Leiter des Wehrpolitischen Amtes (Franz von Epp)                          | Der Leiter des Wehrpolitischen Amtes (Franz von Epp)                          | Der Leiter des Wehrpolitischen Amtes (Franz von Epp)                                              | Der Leiter des Wehrpolitischen Amtes (Franz von Epp)                                              |                                                                                                   |                                                                                                   | Der Leiter des Amtes für Agrarpolitik (bis 1943 Richard Walther Darré; danach Herbert Backe)      | Der Leiter des Amtes für Agrarpolitik (bis 1943 Richard Walther Darré; danach Herbert Backe)      | Der Leiter des Amtes für Agrarpolitik (bis 1943 Richard Walther Darré; danach Herbert Backe) | Der Leiter des Amtes für Agrarpolitik (bis 1943 Richard Walther Darré; danach Herbert Backe) | Der Leiter des Amtes für Agrarpolitik (bis 1943 Richard Walther Darré; danach Herbert Backe) | Der Leiter des Amtes für Agrarpolitik (bis 1943 Richard Walther Darré; danach Herbert Backe) |  |  |                                                                                     |                                                                                     |                                                                                     |                                                                                     | | | | | | |  |  |  |  |                                             |                                             |                                             |                                             |                                                                                             |                                                                                             |                                                                                             |                                                                                             |                                                                                             |                                                                                             |  |  |  |  |  |  |  |  |  |  |  |  |  |  |  |  |  |  |
|                                                                               |                                                                               |                                                                               |                                                                               |                                                                                                   |                                                                                                   |                                                                                                   |                                                                                                   |                                                                                                   |                                                                                                   |                                                                                              |                                                                                              |                                                                                              |                                                                                              |  |  |                                                                                     |                                                                                     |                                                                                     |                                                                                     | | | | | | |  |  |  |  |                                             |                                             |                                             |                                             |                                                                                             |                                                                                             |                                                                                             |                                                                                             |                                                                                             |                                                                                             |  |  |  |  |  |  |  |  |  |  |  |  |  |  |  |  |  |  |
| Der Führer der Reichstagsfraktion (Wilhelm Frick)                             | Der Führer der Reichstagsfraktion (Wilhelm Frick)                             | Der Führer der Reichstagsfraktion (Wilhelm Frick)                             | Der Führer der Reichstagsfraktion (Wilhelm Frick)                             | Der Führer der Reichstagsfraktion (Wilhelm Frick)                                                 | Der Führer der Reichstagsfraktion (Wilhelm Frick)                                                 |                                                                                                   |                                                                                                   | Der Schriftführer der NSDAP (Karl Fiehler)                                                        | Der Schriftführer der NSDAP (Karl Fiehler)                                                        | Der Schriftführer der NSDAP (Karl Fiehler)                                                   | Der Schriftführer der NSDAP (Karl Fiehler)                                                   | Der Schriftführer der NSDAP (Karl Fiehler)                                                   | Der Schriftführer der NSDAP (Karl Fiehler)                                                   |  |  |                                                                                     |                                                                                     |                                                                                     |                                                                                     | | | | | | |  |  |  |  |                                             |                                             |                                             |                                             |                                                                                             |                                                                                             |                                                                                             |                                                                                             |                                                                                             |                                                                                             |  |  |  |  |  |  |  |  |  |  |  |  |  |  |  |  |  |  |
| Der Führer der Reichstagsfraktion (Wilhelm Frick)                             | Der Führer der Reichstagsfraktion (Wilhelm Frick)                             | Der Führer der Reichstagsfraktion (Wilhelm Frick)                             | Der Führer der Reichstagsfraktion (Wilhelm Frick)                             | Der Führer der Reichstagsfraktion (Wilhelm Frick)                                                 | Der Führer der Reichstagsfraktion (Wilhelm Frick)                                                 |                                                                                                   |                                                                                                   | Der Schriftführer der NSDAP (Karl Fiehler)                                                        | Der Schriftführer der NSDAP (Karl Fiehler)                                                        | Der Schriftführer der NSDAP (Karl Fiehler)                                                   | Der Schriftführer der NSDAP (Karl Fiehler)                                                   | Der Schriftführer der NSDAP (Karl Fiehler)                                                   | Der Schriftführer der NSDAP (Karl Fiehler)                                                   |  |  |                                                                                     |                                                                                     |                                                                                     |                                                                                     | | | | | | |  |  |  |  |                                             |                                             |                                             |                                             |                                                                                             |                                                                                             |                                                                                             |                                                                                             |                                                                                             |                                                                                             |  |  |  |  |  |  |  |  |  |  |  |  |  |  |  |  |  |  |

Ämter und Aufgaben nur in Auswahl dargestellt. Die Aufgaben wurden nicht immer für die gesamte Dauer des Amtes beibehalten.

(Stand der Auflistung 1935, neuere Änderungen so weit wie möglich in Zusatzinformationen erwähnt)

### Reichsleiter für besondere Aufgaben
Die zwölf Reichsleiter für besondere Aufgaben waren ohne Machtbefugnisse über die der Partei angeschlossenen Verbände, Organisationen oder Gliederungen, dazu gehörten:

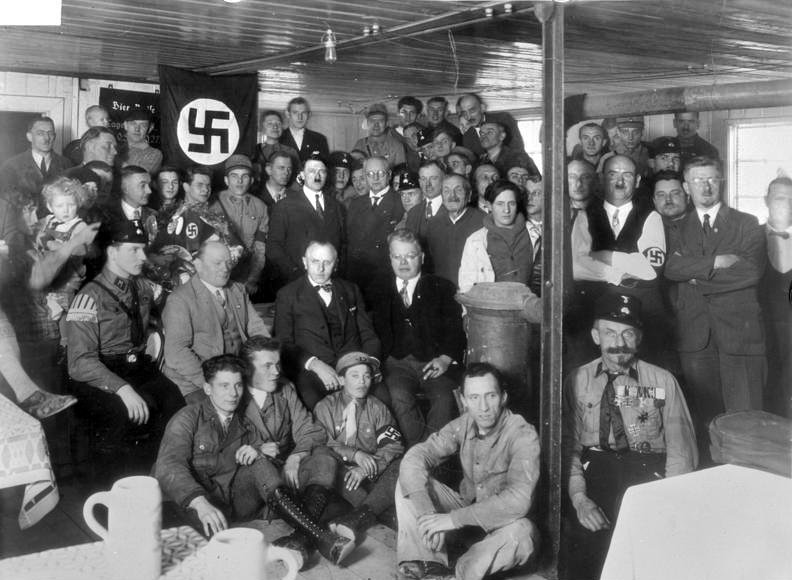
Franz Xaver Schwarz (mit Brille) rechts neben Adolf Hitler (Dezember 1930)

- Der Reichsschatzmeister der NSDAP (Aufgabe: „Leitung und Kontrolle der Finanzen der ganzen Bewegung“ (zeitgenössische Ausdrucksweise) sowie Vergabe von Uniformen etc.)
  - Franz Xaver Schwarz (ab Februar 1925; Reichsleiter und SS-Ehren- und Oberst-Gruppenführer)

Untergeordnete Abteilungen und Ämter:
  - Revisions- und Haushaltsamt
  - Reichszeugmeisterei
  - Hilfskasse
  - Verwaltungs-, Rechts-, Steuer-, Liegenschafts- und Vertragsangelegenheiten
  - Hauptkasse
  - Hauptbuchhaltung
  - Personalabteilung
  - Aufnahmeabteilung
  - Zentralkarteiabteilung
  - Hausinspektion
  - Häuser- und Grundstücksverwaltung
  - Bauleitung
  - Lotterie
  - Parteizentralarchiv

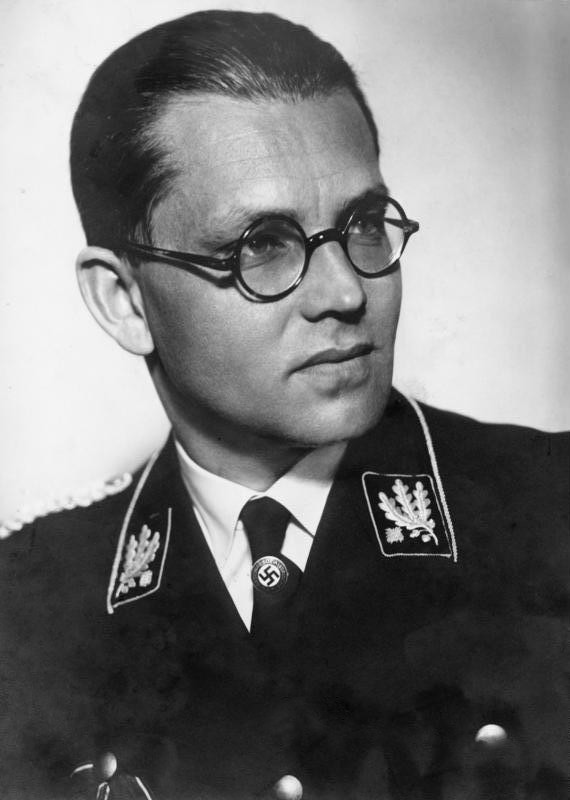
Philipp Bouhler (1936)

- Der Chef der Kanzlei des Führers und Vorsitzender der parteiamtlichen Prüfungskommission zum Schutze des NS-Schrifttums, davor Reichsgeschäftsführer der NSDAP
  - Philipp Bouhler (ab 2. Juni 1933; Reichsleiter, SS-Ehren- und Obergruppenführer und Leiter der Aktion T4)

Untergeordnete Abteilung:
  - Parteiamtliche Prüfungskommission zum Schutze des NS-Schrifttums
- Der Stabsleiter des Stellvertreters des Führers, danach Leiter der Parteikanzlei
  - Martin Bormann (ab 10. Oktober 1933; Leiter der Parteikanzlei, Stabsleiter bei Rudolf Heß, SS-Ehren- und Gruppenführer und Sekretär des Führers)
- Der Vorsitzende des Obersten Parteigerichts der NSDAP
  - Walter Buch (Reichsleiter, SS-Ehren- und Obergruppenführer)

Untergeordnetes Organ:
  - 1. Kammer des Obersten Parteigerichts
- Der Stellvertretende Vorsitzende des Obersten Parteigerichts/Der Vorsitzende der 2. Kammer des Obersten Parteigerichts
  - Wilhelm Grimm (ab 1932; Reichsleiter, Gauleiter, SS-Ehren- und Gruppenführer, Generalleutnant der Polizei, MdR)

Untergeordnetes Organ:
  - 2. Kammer des Obersten Parteigerichts
- Der Reichspropagandaleiter
  - Gregor Strasser (von 1926 bis 9. Januar 1929; Reichsleiter, Gauleiter und Gründer der NSDAP/AO)
  - Joseph Goebbels (ab 1929; Reichsleiter und Gründer der Reichskulturkammer)

Untergeordnete Abteilungen und Ämter:
  - Amt für Aktive Propaganda
  - Amt für Rundfunk
  - Amt für Film
  - Amt für Kultur
  - Verbindungsstab
- Der Leiter der Parteipresse der NSDAP/Der Reichsleiter für die Presse
  - Max Amann (ab 1922; Reichsleiter, Präsident der Reichspressekammer, Direktor des Franz-Eher-Verlages und SS-Ehren- und Obergruppenführer)

Untergeordnete Abteilung:
  - Verwaltungsamt
- Der Reichspressechef der NSDAP
  - Otto Dietrich (Reichsleiter, Vizepräsident der Reichspressekammer, Staatssekretär im RMVP und SS-Ehren- und Obergruppenführer)

Untergeordnete Abteilungen und Ämter:
  - Reichspressestelle der NSDAP
    - Hauptbüro der Reichspressestelle der NSDAP
    - Pressepolitisches Amt der Reichspressestelle der NSDAP
- Der Leiter des Wehrpolitischen Amtes, danach Der Leiter des Kolonialpolitischen Amtes der NSDAP
  - Franz von Epp (ab 31. August 1933; Reichsleiter, Reichsstatthalter in Bayern und General der Infanterie)

Untergeordnete Abteilungen und Ämter:
  - Kolonialpolitisches Amt der NSDAP
    - Stelle München des Kolonialpolitischen Amtes der NSDAP
    - Verbindungsstelle Berlin des Kolonialpolitischen Amtes der NSDAP

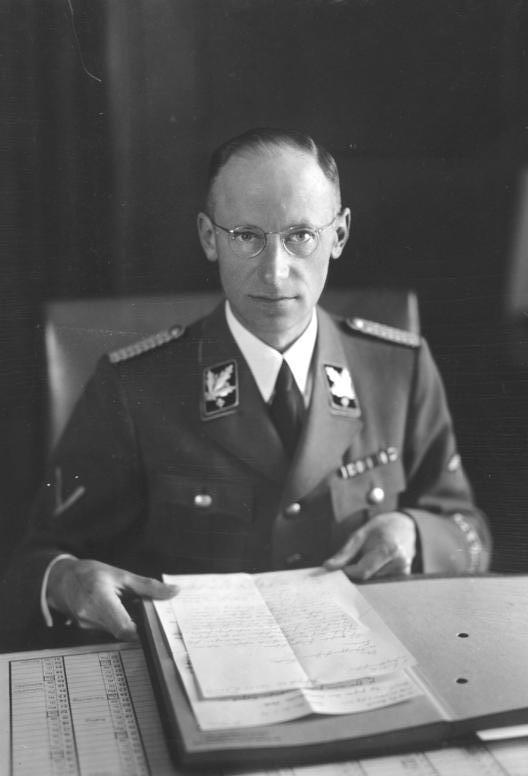
Herbert Backe (1942)

- Der Leiter des Amtes für Agrarpolitik, dann Reichsbauernführer
  - Richard Walther Darré (von 1933 bis 1943 (evtl. auch Mai 1942); Reichsleiter, MdR, SS-Ehren- und Obergruppenführer und Leiter des Rasse- und Siedlungshauptamtes)
  - Herbert Backe (ab 1943; Reichsleiter und Reichsernährungsminister)

Untergeordnete Abteilungen:
  - Agrarpolitischer Apparat
  - Agrarwirtschaft
  - Presse
  - Schulung und Bauernkultur
  - Forstwirtschaft
  - Werbung
  - Siedlung
- Der Führer der Reichstagsfraktion
  - Wilhelm Frick (ab 10. Oktober 1933; Reichsleiter, Reichsinnenminister und MdR)
- Der Schriftführer der NSDAP, danach Der Leiter des Hauptamts für Kommunalpolitik
  - Karl Fiehler (Reichsleiter, SS-Ehren- und Gruppenführer und OB von München)

### Reichsleiter mit Machtbefugnissen über Verbände und Organisationen

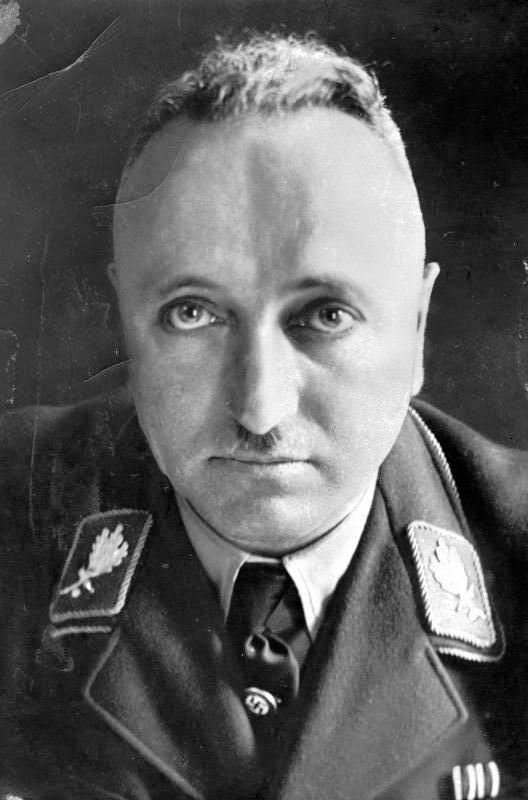
Robert Ley (1933)

Drei Reichsleiter hatten Machtbefugnisse über die der Partei angeschlossene Verbände und Organisationen:
Der Leiter des Außenpolitischen Amtes der NSDAP und Der Beauftragte des Führers für die Überwachung der gesamten geistigen und weltanschaulichen Erziehung der NSDAP (DBFÜ), auch „Amt Rosenberg“ (nach dem Leiter Alfred Rosenberg)

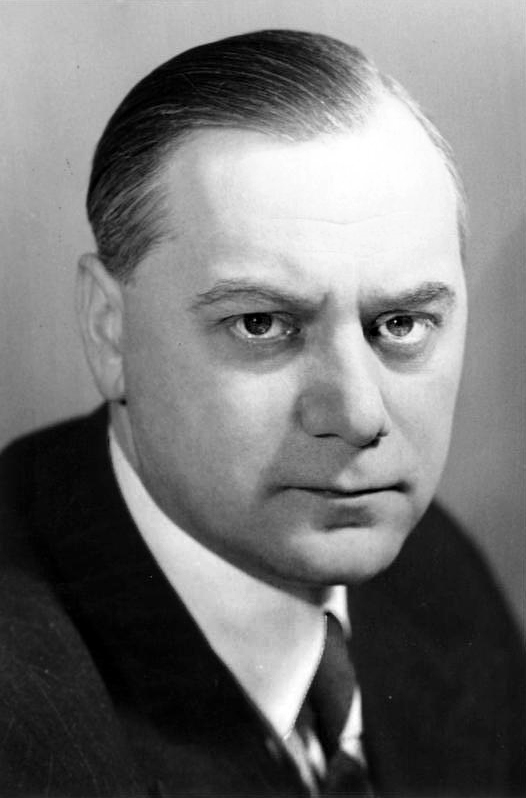
Alfred Rosenberg (1941)

- Alfred Rosenberg (Reichsleiter, Chefredakteur und Herausgeber des Völkischen Beobachters bis 1937 und Reichsminister für die besetzten Ostgebiete)

Untergeordnete Abteilungen und Ämter:
- Das Außenpolitische Amt der NSDAP (APA)

- Länderreferate
- Akademischer Austauschdienst
- Außenhandel
- Presse

- Das Amt des Beauftragten des Führers für die Überwachung der gesamten geistigen und weltanschaulichen Erziehung der NSDAP (Leitung der Organisation NS-Kulturgemeinde),

- Schulung
- Erziehung
- Weltanschauliches Archiv
- Presse
- Schrifttumspflege
- Vorgeschichte
- Wissenschaft
- Hauptamt Kunstpflege (Leiter: Walter Stang)

- Amt Bildende Kunst (Leiter: Robert Scholz)

- Der Einsatzstab Reichsleiter Rosenberg (ERR – die bedeutende Organisation für die Durchführung des Kunstraubes in den besetzten Staaten)

Der Leiter des Reichsrechtsamtes

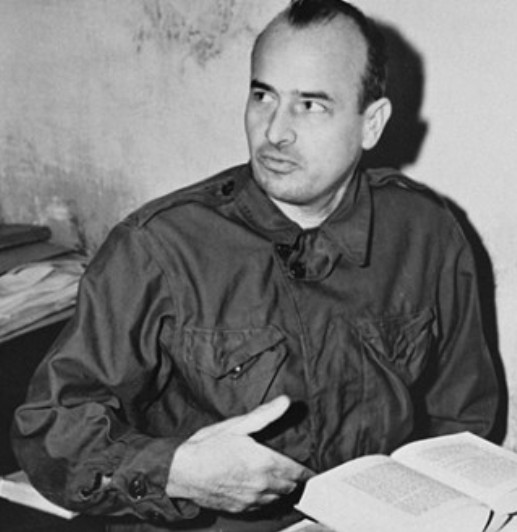
Hans Frank in seiner Gefängniszelle vor den Nürnberger Prozessen (1945)

- Hans Frank (Reichsleiter, Justizminister von Bayern, Präsident der Akademie für Deutsches Recht, Reichsminister ohne Geschäftsbereich und Generalgouverneur des Generalgouvernements), Stellvertreter war bis Juni 1937 Walter Raeke.

Untergeordnete Abteilungen (Reichsrechtsamt: Leitung des NS-Juristenbundes):
- Rechtsverwaltung
- Rechtspolitik
- Rechtsbetreuung des deutschen Volkes

Amtsleiter Walter Raeke, Stellvertreter Friedrich Grimm
- NS-Juristen
- Schulung
- Rechtsschrifttum
- Presse
- NS-Fürsorge

Der Stabsleiter der Politischen Organisation der NSDAP, später Der Reichsorganisationsleiter
- Gregor Strasser (von 1928 bis 8. Dezember 1932; Ämter siehe oben)

- Robert Ley (ab 8. Dezember 1932; Reichsleiter, Leiter der Deutschen Arbeitsfront, MdR)

Untergeordnete Ämter:
- Hauptstabsamt
- Hauptpersonalamt
- Hauptorganisationsamt

- Amt für Ausbildungswesen
- Statistisches Amt
- Prüfstelle für Beschaffungsvorhaben

- Reichsschulungsamt
- Amt für Ständischen Aufbau (nicht: Amt für Ständigen Aufbau!)
- Hauptamt für Kommunalpolitik (Leitung der Organisation Deutscher Gemeindetag)
- Hauptamt für Beamte (Leitung des Verbandes Reichsbund der Deutschen Beamten)
- Hauptamt für Erzieher (Leitung des NS-Lehrerbundes (NSLB), ab Juli 1935 teilweise (Hochschullehrerschaft) als Gliederung firmierend als NS[D]-Dozentenbund (NSDDB); Reichsdozentenführer bis Juni 1944 Walter Schultze, danach Gustav Adolf Scheel)
- Hauptamt für Kriegsopfer (Leitung der NS-Kriegsopferversorgung (NSKOV))
- Hauptamt für Volksgesundheit (Leitung des NSD-Ärztebundes (NSDÄB); bestehend bis zum 13. Oktober 1942)
- Hauptamt für Technik (Leitung des Verbandes NS-Bund Deutscher Techniker, hieß ab 1. Januar 1936 NS-Bund Deutscher Technik.)
- Hauptamt für Volkswohlfahrt (Leitung der NS-Volkswohlfahrt (NSV))

- Hilfswerk Mutter und Kind
- NS-Reichsbund deutscher Schwestern (bis 1942 NS-Schwesternschaft und Reichsbund Deutscher Schwestern)
- Hitler-Freiplatz-Spende
- Kindergärten
- Haushaltshilfe
- Gemeindepflegestationen
- Jugendhilfe
- Tuberkulosehilfswerk
- Motorisierte Zahnstationen
- Bahnhofsdienst
- Hilfswerk für die deutsche bildende Kunst
- Ernährungshilfswerk
- Winterhilfswerk

- Hauptamt NSBO und Hauptamt NS-Hago (Leitung der DAF)
- Hauptamt NS-Frauenschaft (Leitung der Organisation Deutsches Frauenwerk – DFW – sowie der Gliederung NS-Frauenschaft – NSF)

- Reichsmütterdienst (gemeinsame Abteilung der NS-Frauenschaft und des Deutschen Frauenwerks)

### Reichsleiter mit Machtbefugnissen über SS, SA und Jugend
Drei Reichsleiter hatten Machtbefugnisse über drei weitere Gliederungen der Partei:
Der Reichsführer SS (direkt dem Führer unterstellt)
- Heinrich Himmler (von 6. Januar 1929 bis 29. April 1945; Reichsleiter, Chef der Polizei, des SD und der Gestapo)

Untergeordnete Gliederung:
- Schutzstaffel (SS), siehe dazu: Organisationsstruktur der SS

Der Stabschef der SA (direkt dem Führer unterstellt)
- Ernst Röhm (von 1922 bis 30. Juni 1934; Reichsleiter)
- Viktor Lutze (von 30. Juni 1934 bis 2. Mai 1943; Reichsleiter)
- Wilhelm Schepmann (ab 18. August 1943; designierter Reichsleiter)

Untergeordnete Gliederung:
- Sturmabteilung (SA)

Der Reichsjugendführer
- Baldur von Schirach (von 1932 bis 7. August 1940; Reichsleiter)
- Artur Axmann (ab 7. August 1940; Reichsleiter)

Untergeordnete Gliederung:
- Hitlerjugend (HJ), darin enthalten: HJ im engeren Sinne und Jungvolk (beide gegliedert in „Gebiete“ und „Banne“) sowie BDM (Bund Deutscher Mädel), Jungmädel und Glaube und Schönheit (alle drei gegliedert in „Obergaue“ und „Untergaue“)

### Entwicklung und Einordnung der Verbände, Organisationen und Gliederungen
Als Organisation gab es noch zusätzlich den Reichsbund der Kinderreichen, welcher vom Rassenpolitischen Amt betreut wurde. Eine Gliederung, die unter Führung eines Reichsamtsleiters agierte und dem Stellvertreter des Führers unterstellt war, war der NSD-Studentenbund (NSDStB). Ab November 1936 war Gustav Adolf Scheel mit eigenem Hauptamt Reichsstudentenführer und somit Chef des NSDStB und der Deutschen Studentenschaft (DSt) in Personalunion. Eine Gliederung, die dem Korpsführer unterstellt war, war das NS-Kraftfahrkorps (NSKK). Der Korpsführer (bis 1942 Adolf Hühnlein, danach Erwin Kraus) war direkt dem Führer unterstellt.
Ab Juli 1935 kam zu den sechs Gliederungen der NS[D]-Dozentenbund (NSDDB) hinzu, der den NS-Lehrerbund (vorher ein Verband) im Bereich der Hochschullehrerschaft ersetzte. Der NS-Lehrerbund bestand bis 1943. Der NS-Dozentenbund wurde ab Juli 1944 eine Organisation. Zu den acht Verbänden zählte ab 1944 der von da an in die Partei eingegliederte Reichsluftschutzbund.
Die an die Partei angeschlossenen, letztendlich neun Verbände (= NS-Juristenbund, Reichsbund der Deutschen Beamten, NS-Lehrerbund, NS-Kriegsopferversorgung, NSD-Ärztebund (bis 13. Oktober 1942), NS-Bund Deutscher Technik, NS-Volkswohlfahrt, die Deutsche Arbeitsfront sowie ab 1944 noch den Reichsluftschutzbund) hatten eine eigene Rechtspersönlichkeit und eigenes Vermögen. Die letztendlich sieben Gliederungen (= NS-Frauenschaft, NSD-Studentenbund, SA, SS, NSKK, HJ und ab 1935 noch der NSD-Dozentenbund) hatten dabei keine Rechtspersönlichkeit genauso wenig wie die vier Organisationen (= NS-Kulturgemeinde, Reichsbund der Kinderreichen, Deutscher Gemeindetag sowie das Deutsche Frauenwerk).
Der Aufbau der Verbände und Organisationen entsprach dem der Partei. Juristisch festgelegt wurde der Aufbau der NSDAP in Gliederungen und in Verbände, inklusive zustehender Rechtspersönlichkeiten und Vermögen, schließlich in der „Verordnung zur Durchführung des Gesetzes zur Sicherung der Einheit von Partei und Staat“ vom 29. März 1935 inklusive dreier in diesem Jahr erschienenen Ausführungsbestimmungen.

### Weitere Organisationen unter nationalsozialistischem Einfluss
Organisationen, die teilweise schon vor der Gründung der NSDAP bestanden und meistens nicht von der NSDAP gegründet wurden, wurden häufig umbenannt und für NSDAP-Zwecke benutzt. Sie unterstanden meistens auch einem Amt in der Verwaltungsapparatur eines Reichsleiters oder direkt einem Verband. Zu diesen Organisationen gehören z. B. (sofern nicht schon erwähnt; Auswahl):
- „Deutsche Christen“-Bewegung
- Deutsche Glaubensbewegung
- Deutsche Jägerschaft (ab 1935[7])
- Deutsches Rotes Kreuz
- NS-Altherrenbund (ab 1938, vorher: NS-Studenten-Kampfhilfe)
- NS-Rechtswahrerbund – NSRB (Organisation oder Verband; bis 1936 Bund Nationalsozialistischer Deutscher Juristen – BNSDJ)
- NS-Reichsbund für Leibesübungen
- NS-Reichskriegerbund (bestand bis zum 3. März 1943, bis 1938 als Kyffhäuserbund)
- Opferring der NSDAP
- Rassenpolitisches Amt (unterstand dem Stellvertreter des Führers)
- RAD
- Reichsbund Deutsche Familie (auch: Kampfbund für den Kinderreichtum der Erbtüchtigen)
- Reichsdozentenschaft
- Reichskolonialbund
- Technische Nothilfe
- Volksbund für das Deutschtum im Ausland

Die Liste der verbotenen Organisationen, Verbände und Gliederungen sind nachzulesen und festgesetzt im Kontrollratsgesetz Nr. 2; in diesem Gesetz kann auch ein Überblick über den Umfang der NSDAP-Organisationen gewonnen werden.

## Die 43 Gaue (1941) und ihre Gauleiter

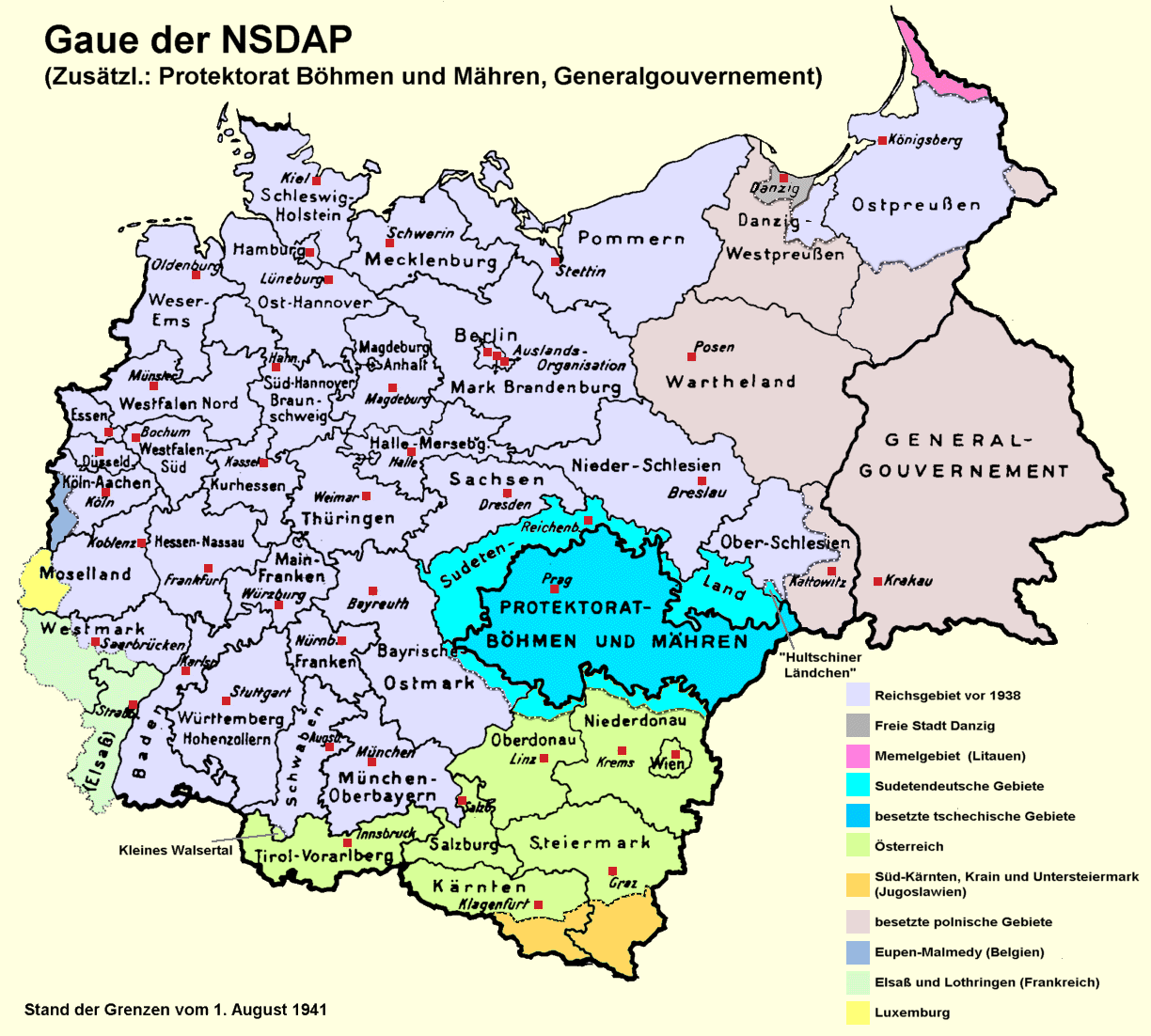
NSDAP-Gaugrenzen 1941

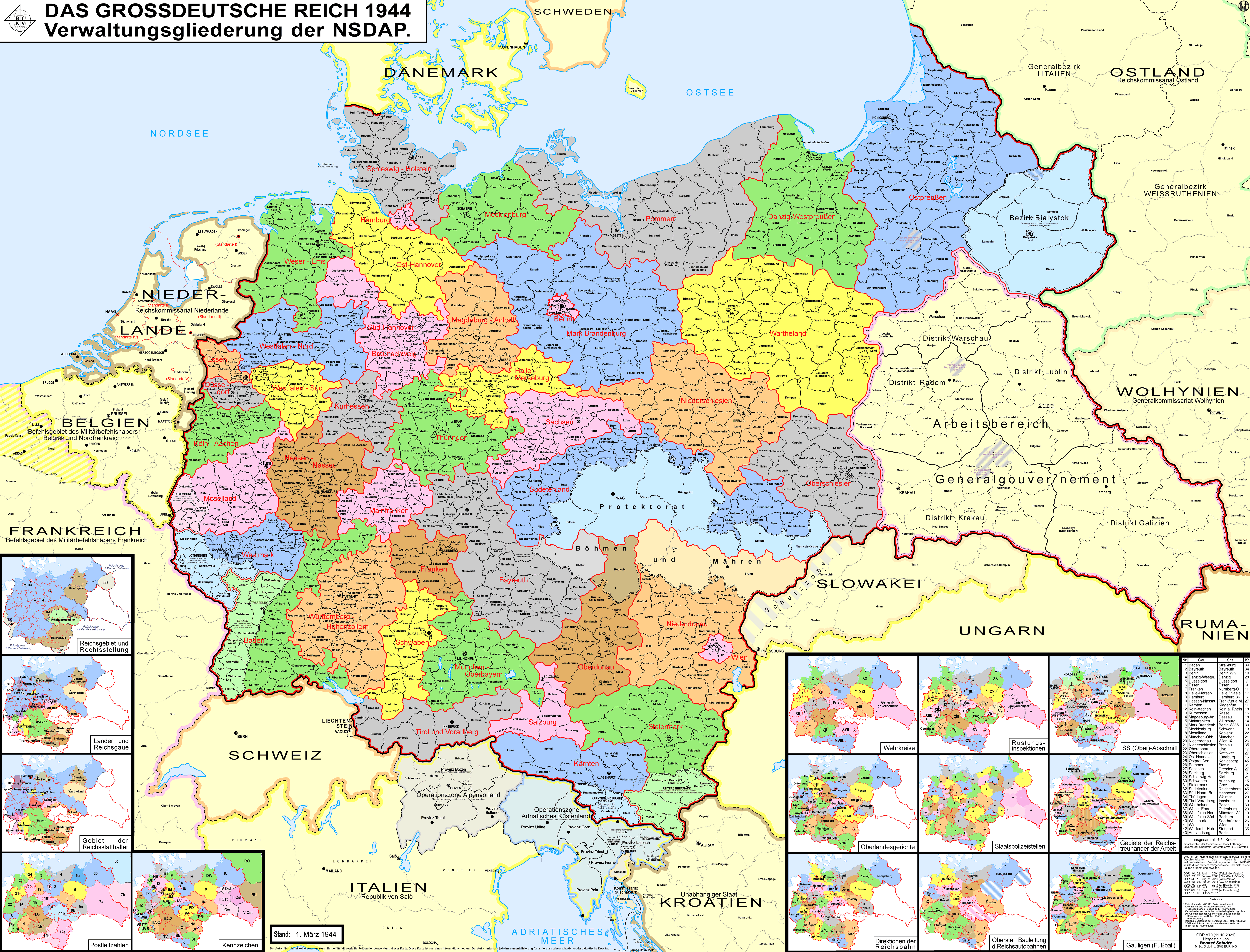
Administrative Gliederung der NSDAP 1944

Die NSDAP teilte Deutschland bereits 1925 in zunächst 33, später 43 Gebiete (1941), die in Anlehnung an einen Begriff aus der mittelalterlichen Territorialverfassung Karls des Großen Gaue genannt wurden. Diese (Partei-)Gaue entsprachen den damaligen Reichstagswahlkreisen und traten nach 1933 neben die fortbestehenden Länder, welche durch die Gleichschaltungsgesetze (insbesondere durch das so genannte „Zweite Gesetz zur Gleichschaltung der Länder mit dem Reich“ vom 7. April 1933) in ihren Rechten erheblich beschränkt wurden.
Jedem Gau stand ein Gauleiter vor. Er war in der Organisationsstruktur der NSDAP der regionale Verantwortliche der Partei und trug damit die politische Verantwortung für seinen Hoheitsbereich. Er erhielt die vollständige Disziplinargewalt und das Aufsichtsrecht über alle parteieigenen Organisationen und Verbände in seinem Gebietsbereich. Dies führte natürlich auch zu Kompetenzstreitigkeiten mit den Reichsleitern, die ja die gesamte Führung der jeweiligen Partei-Organisation bzw. des jeweiligen Partei-Verbandes auf sich vereinigen konnten bzw. wollten. Einige Gauleiter erhielten als Person und als Amtsträger große Macht in ihren Regionen (siehe dazu die Abwandlung der offiziellen Struktur in der Praxis). Dies beruhte auf der Übertragung der regionalen Organisations- und Verbandsleitung auf den Verwaltungsapparat des Leiters des Gauamtes, der dem Gauleiter unterstellt war. Über dieses Amt wiederum konnte die Macht des Gauleiters beschränkt werden, indem die NSDAP-Reichsleitung ihre fachspezifischen Interessen (etwa die wichtigen wie Propaganda) über den Gau-Verwaltungsapparat am Gauleiter vorbei lancieren konnte.
Das partielle Gegenstück zu einem Gau der Partei war im Staatswesen, erst nach 1938 gegründet, der Reichsgau. Hiervon gab es bis 1945 insgesamt zwölf. Nicht jeder NS-Gau war also ein Reichsgau, und die Größen der Reichsgaue stimmten auch nicht immer mit den Größen der Gaue überein, auch wenn die Bezeichnung dieselbe war. Darüber hinaus wurden nicht alle geplanten Reichsgaue verwirklicht – so sollten bspw. Baden-Elsaß und Westmark noch zusätzlich Reichsgaue werden, was jedoch nie geschah.
Fast alle Gauleiter waren Mitglied der SA oder der SS. Die Gauleiter waren in den meisten Fällen schon vor 1933 in der NSDAP vertreten und Hitler persönlich bekannt. Bereits 1933 hatten 22 von 30 Gauleitern auch ein hohes Staatsamt eingenommen – als Reichsstatthalter, Oberpräsidenten oder Minister. Mit dem Ausbruch des Zweiten Weltkrieges am 1. September 1939 wurden die meisten Gauleiter zu Reichsverteidigungskommissaren und ab Oktober 1944 auch Verantwortliche für die Aufstellung des Volkssturms.

### Tabelle der Gaue inklusive vorheriger Strukturen und Leiter

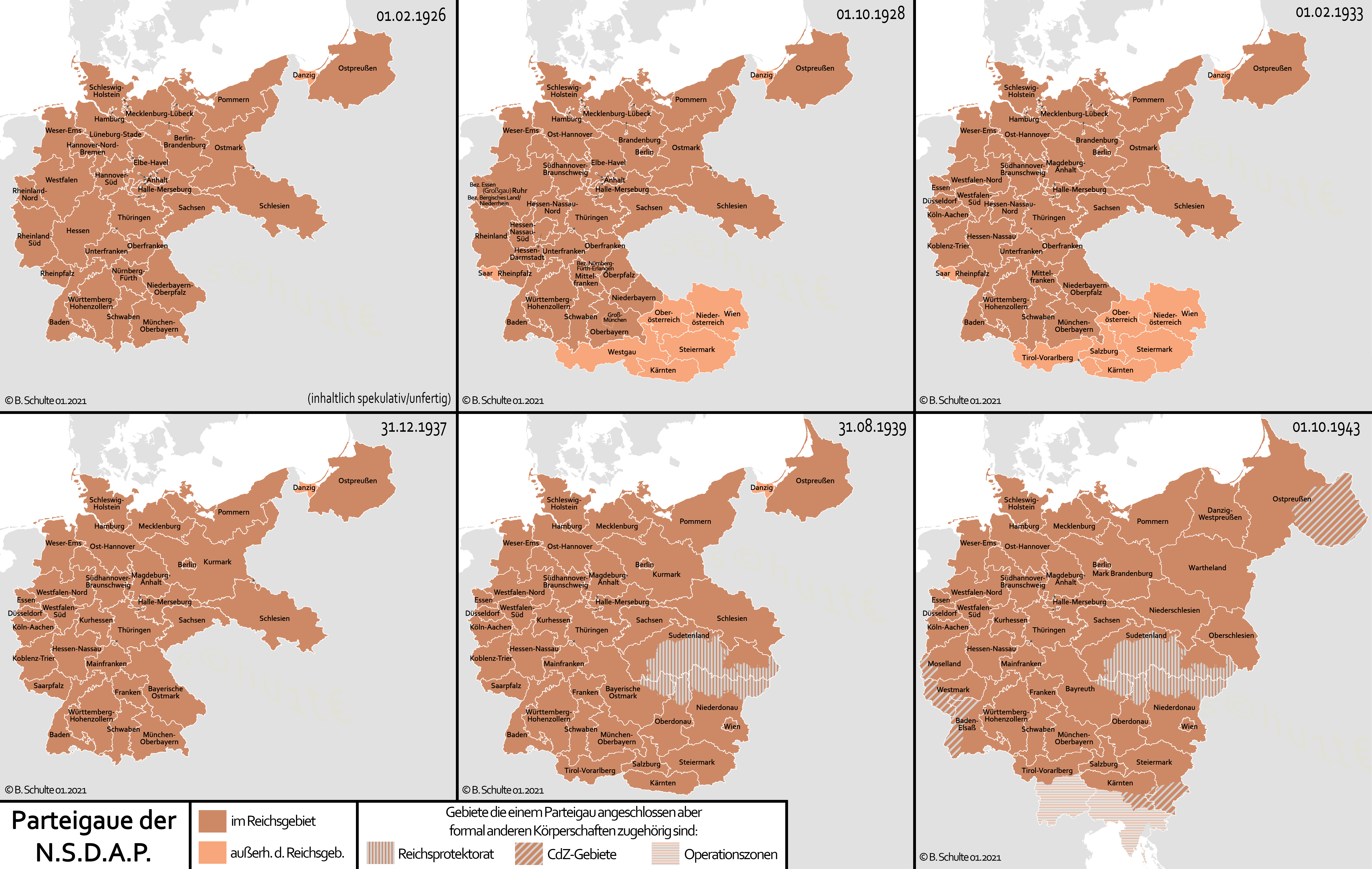
Gaue der NSDAP 1926, 1928, 1933, 1937, 1939 und 1943

(Die Angaben wurden so weit wie möglich rekonstruiert – wegen der extremen Unübersichtlichkeit der Informationen ohne Gewähr)
Eine Neugliederung der Gaue erfolgte am 1. Oktober 1928. Die angegebenen Nummern sind offizielle Ordnungsnummern. Die Zahlen stammen aus dem Jahr 1941, wobei die zu diesem Zeitpunkt bestehende Gauaufteilung zugrunde gelegt wurde. Größe und Einwohnerzahlen entsprechen nicht immer den realistischerweise anzunehmenden Werten. Weitere Angaben zu älteren Gauen finden sich in der zweiten, darunter gelegenen Tabelle.
| Nr. | Gau | Verwaltungssitz                                                     | Fläche (km²) | Einwohner (1941) | Gauleiter (ohne Stellvertreter) |
| --- | --- | ------------------------------------------------------------------- | ------------ | ---------------- | --- |
| 01  | Baden-Elsaß (zeitgenössische Schreibweise), bis 1941 Gau Baden | Karlsruhe, nach 1940 Straßburg                                      | 23.350       | 2.502.023        | Robert Wagner, ab 1925 (später auch Reichsstatthalter) |
| 02  | Bayreuth, bis 1942 Gau Bayerische Ostmark, entstanden durch Zusammenschluss von Gau Oberfranken und Gau Niederbayern-Oberpfalz; letztgenannter erstmal aufgespalten in Gau Niederbayern und Gau Oberpfalz; Zusammenschluss zu Gau Niederbayern-Oberpfalz erfolgte später wieder                                                     | Bayreuth                                                            | 29.600       | 2.370.658        | Fritz Wächtler ab 2. Juni 1942 (Entstehungszeitpunkt) bis 19. April 1945, danach ab 19. April 1945 Ludwig Ruckdeschel |
| 03  | Groß-Berlin, entstand 1928 als Gau Berlin durch Teilung von Gau Berlin-Brandenburg (Gau Brandenburg wurde abgetrennt), später Gau Groß-Berlin genannt | Berlin                                                              | 884          | 4.338.756        | Ernst Schlange von 1925 bis 1926, danach von 1. November 1926 bis 30. April 1945 Joseph Goebbels |
| 04  | Danzig-Westpreußen, ehemals Gau Danzig | Danzig                                                              | 26.057       | 2.287.394        | Hans Albert Hohnfeldt von 1926 bis 1928, danach von 1928 bis 1930 Walter Maass, danach ab 15. Oktober 1930 Albert Forster |
| 05  | Düsseldorf, entstand 1928 als Bezirk Bergisches Land/Niederrhein aus Teilen des aufgelösten Groß-Gau Ruhr (Elberfeld, 1926–1928), das seinerseits 1926 durch Zusammenschluss von Gau Westfalen und Gau Rheinland-Nord entstanden war; wurde am 1. August 1930 durch Umbenennung zum Gau Düsseldorf                                  | Düsseldorf                                                          | 2.672        | 2.261.909        | Bezirksleiter Fritz Härtl (* 1892), ab 1. Oktober 1929 Friedrich Karl Florian, seit 1. August 1930 als Gauleiter |
| 06  | Essen, entstand 1928 als Bezirk Essen aus Teilen des aufgelösten Groß-Gau Ruhr-Elberfeld (1926–1928); wurde am 1. August 1930 durch Umbenennung zum Gau Essen | Essen                                                               | 2.825        | 1.921.326        | seit 1928 Josef Terboven (ab 1935 zugleich Oberpräsident der Rheinprovinz) |
| 07  | Franken, entstand 1929 durch Beitritt des NS-Bezirks Nürnberg-Fürth-Erlangen zum Gau Mittelfranken, ab 1936 Gau Franken genannt | Nürnberg                                                            | 7.618        | 1.077.216        | von 2. April 1925 bis 16. Februar 1940 Julius Streicher („Frankenführer“), danach von 21. März 1940 bis 7. März 1942 Hans Zimmermann, danach ab 8. März 1942 Karl Holz. |
| 08  | Halle-Merseburg | Halle an der Saale                                                  | 10.202       | 1.578.292        | von 1925 bis 30. Juli 1926 Walter Ernst 1. August 1926 bis 1927, danach von 1927 bis 1930 Paul Hinkler, danach von 1930 bis zum 20. April 1937 Rudolf Jordan, danach ab 20. April 1937 Joachim Albrecht Eggeling |
| 09  | Hamburg | Hamburg                                                             | 747          | 1.711.877        | Joseph Klant von 1925 bis 1926, danach von 1927 bis 1928 Albert Krebs, danach von 1928 bis zum 15. April 1929 Hinrich Lohse, danach ab 15. April 1929 Karl Kaufmann |
| 10  | Hessen-Nassau, entstanden aus Gau Hessen-Nassau-Süd und Gau Hessen-Darmstadt | Frankfurt am Main                                                   | 15.030       | 3.117.266        | Jakob Sprenger ab 1933 |
| 11  | Kärnten | Klagenfurt                                                          | 11.554       | 449.713          | Hugo Herzog von Mai 1927 bis Juni 1933, Hans vom Kothen von Februar 1933 bis Juli 1934, Peter Feistritzer (auch zu finden als: Feistritzner bzw. Feist-Ritzner) von Oktober 1936 bis 20. Februar 1938, danach von 1938 bis 1939 Hubert Klausner, danach von 1940 bis 1941 Franz Kutschera, danach von 1942 bis 1944 Friedrich Rainer |
| 12  | Köln-Aachen, entstanden 1931 durch Teilung von Gau Rheinland (bis 1926 Gau Rheinland-Süd) in die Gaue Köln-Aachen und Koblenz-Trier (später zum Gau Moselland) | Köln                                                                | 8.162        | 2.432.095        | Josef Grohé ab 1931 |
| 13  | Kurhessen, 1927–1934 Gau Hessen-Nassau-Nord | Kassel                                                              | 9.200        | 971.887          | Walter Schultz von 1926 bis 1927, danach von 1928 bis 1943 Karl Weinrich, danach ab 1943 Karl Gerland |
| 14  | Magdeburg-Anhalt, Bildung aus Gau Anhalt und Gau Elbe-Havel | Dessau                                                              | 13.910       | 1.820.416        | von 1927, mit kurzer Unterbrechung durch Paul Hofmann 1933, bis 23. Oktober 1935 Wilhelm Friedrich Loeper, danach von 1935 bis 1937 Joachim Albrecht Leo Eggeling, danach ab 1937 Rudolf Jordan |
| 15  | Mainfranken, umbenannter Gau Unterfranken | Würzburg                                                            | 8.432        | 840.663          | Otto Hellmuth ab 3. September 1928 |
| 16  | Mark Brandenburg, entstand 1933 durch Vereinigung von Gau Ostmark (seit 1925) und Gau Brandenburg (seit 1928) zu Gau Kurmark, später in Gau Mark Brandenburg umbenannt | Berlin                                                              | 38.278       | 3.007.933        | Wilhelm Kube vom 6. März 1933 bis 7. August 1936, danach Emil Stürtz |
| 17  | Mecklenburg | Schwerin                                                            | 15.722       | 900.427          | Friedrich Hildebrandt ab 1925 mit Unterbrechung durch Herbert Albrecht von Juli 1930 bis 1931 |
| 18  | Moselland, 1941 hervorgegangen aus Gau Koblenz-Trier wegen der Angliederung Luxemburgs | Koblenz                                                             | 11.876       | 1.367.354        | Gustav Simon ab 1. Juni 1931 |
| 19  | München-Oberbayern, Zusammenschluss von Gau Oberbayern und Gau Groß-München (so genannter „Traditionsgau“) | München                                                             | 16.411       | 1.938.447        | Adolf Wagner von 1933 bis 1944, danach ab April 1944 Paul Giesler |
| 20  | Niederdonau, vor 1938 Gau Niederösterreich | Gauhauptstadt: Krems, Verwaltungssitz: Wien                         | 23.502       | 1.697.676        | Von 12. März 1938 bis 24. Mai 1938 Roman Jäger, danach vom 24. Mai 1938 bis 8. Mai 1945 Hugo Jury |
| 21  | Niederschlesien, 1941 entstanden durch Teilung von Gau Schlesien (wie Gau Oberschlesien) | Breslau                                                             | 26.985       | 3.286.539        | Karl Hanke ab 1940 |
| 22  | Oberdonau, vorher Gau Oberösterreich | Linz                                                                | 14.216       | 1.034.871        | Andreas Bolek von Juni 1927 bis 1. August 1934, danach ab März 1935 August Eigruber |
| 23  | Oberschlesien, 1941 entstanden durch Teilung von Gau Schlesien (wie Gau Niederschlesien) | Kattowitz                                                           | 20.636       | 4.341.084        | Fritz Bracht von 27. Januar 1941 [Lücke von Abspaltungszeitpunkt (wahrsch. 1940) bis 27. Januar 1941] |
| 24  | Ost-Hannover (auch: Hannover-Ost), vorheriger Name Gau Lüneburg-Stade | Buchholz in der Nordheide, ab 1. April 1937 Lüneburg, zuvor Harburg | 18.006       | 1.060.509        | ab 1. Oktober 1928 Otto Telschow |
| 25  | Ostpreußen | Königsberg in Preußen                                               | 52.731       | 3.336.777        | Bruno Gustav Scherwitz von 1925 bis 1927, danach ab 1928 Erich Koch |
| 26  | Pommern | Stettin                                                             | 38.409       | 2.393.844        | Theodor Vahlen von 1925 bis 1927, danach von 1928 bis 1931 Walter von Corswant, danach von 1931 bis 1934 Wilhelm Karpenstein, danach ab 1934 Franz Schwede-Coburg |
| 27  | Sachsen | Plauen, ab 1933 Dresden                                             | 14.995       | 5.231.739        | Martin Mutschmann ab 1925 |
| 28  | Salzburg | Salzburg                                                            | 7.153        | 257.226          | Leopold Malina von 1926 bis ?, Karl Scharizer 1932–1934, Anton Wintersteiger 1934–1938, Friedrich Rainer 1938–1941, danach ab 1941 Gustav Adolf Scheel (Reichsstudenten- und Reichsdozentenführer) |
| 29  | Schleswig-Holstein | Kiel                                                                | 15.687       | 1.589.267        | Hinrich Lohse ab 1925 |
| 30  | Schwaben | Augsburg                                                            | 10.231       | 946.212          | Karl Wahl ab 1928 |
| 31  | Steiermark | Graz                                                                | 17.384       | 1.116.407        | Walther Oberhaidacher vom 25. November 1928 bis 1934, danach Sepp Helfrich, danach ab 22. Mai 1938 Siegfried Uiberreither |
| 32  | Sudetenland, bis 1939 Gau Sudetengau | Reichenberg                                                         | 22.608       | 2.943.187        | Konrad Henlein ab 1939 |
| 33  | Süd-Hannover-Braunschweig, Zusammenschluss von Gau Hannover-Süd und Gau Braunschweig | Hannover                                                            | 14.553       | 2.136.961        | vom 1. Oktober 1928 bis November 1940 Bernhard Rust, danach ab November 1940 Hartmann Lauterbacher |
| 34  | Thüringen | Weimar                                                              | 15.763       | 2.446.182        | Artur Dinter von 1925 bis 1927, danach ab 1927 Fritz Sauckel |
| 35  | Tirol-Vorarlberg | Innsbruck                                                           | 13.126       | 486.400          | Franz Hofer ab 1932 |
| 36  | Wartheland, bis 29. Januar 1940 Gau Warthegau | Posen                                                               | 43.905       | 4.693.722        | Arthur Karl Greiser ab 21. Oktober 1939 |
| 37  | Weser-Ems | Oldenburg (Oldb)                                                    | 15.044       | 1.839.302        | Carl Röver von 1929 bis 1942, danach ab 1942 Paul Wegener |
| 38  | Westfalen-Nord, entstand 1931 durch Teilung des 1928 neu geschaffenen westfälischen Gaus, einer der drei Nachfolgestrukturen (neben Essen und Düsseldorf) des von Joseph Goebbels und Gregor Strasser 1926 gegründeten Groß-Gau Ruhr, das seinerseits durch Zusammenschluss von Gau Westfalen und Gau Rheinland-Nord entstanden war | Münster in Westfalen (seit 1932)                                    | 14.559       | 2.822.603        | Alfred Meyer ab 1931 |
| 39  | Westfalen-Süd, entstanden 1928 als eine der drei Nachfolgestrukturen des aufgelösten Groß-Gau Ruhr (Elberfeld), erhielt durch die Abtrennung von Westfalen-Nord 1931 seine endgültige Form; deckungsgleich mit dem preußischen Regierungsbezirk Arnsberg                                                                            | Bochum                                                              | 7.656        | 2.678.026        | Josef Wagner (seit 1928 Gauleiter Westfalen) 1931 bis 1941, Paul Giesler von 1941 bis 1943/44, danach ab 1943/44 Albert Hoffmann |
| 40  | Westmark, umbenannt aus Gau Saar-Pfalz (auch: Saarpfalz bzw. bis 1936 Pfalz-Saar), das aus dem Zusammenschluss von Gau Rheinpfalz und Gau Saar(land) entstand | Neustadt an der Weinstraße, ab 1940 Saarbrücken                     | 14.713       | 1.892.240        | Josef Bürckel von 1935 bis 28. September 1944, ab 28. September 1944 Willi Stöhr (manchmal auch Willy und/oder Stohr) |
| 41  | Wien | Wien                                                                | 1.216        | 1.929.976        | Alfred Eduard Frauenfeld von 1930 bis 1933, Franz Richter von Februar bis Mai 1938, bis Januar 1939 Odilo Globocnik, danach bis August 1940 Josef Bürckel, ab 1940 Baldur von Schirach |
| 42  | Württemberg-Hohenzollern | Stuttgart                                                           | 20.657       | 2.974.373        | Eugen Munder von 1925 bis 1928, danach ab 1928 Wilhelm Murr |
| 43  | Auslandsorganisation NSDAP/AO (Gau Ausland) | Berlin                                                              |              |                  | Hans Nieland von 1930 bis 1933, danach ab 8. Mai 1933 Ernst Wilhelm Bohle |

Weitere Gaue
- Flandern, bestand ab 15. Dezember 1944 (Leiter im deutschen Exil: Jef Van de Wiele; vgl. Reichsgau Flandern)
- Wallonien, bestand ab 8. Dezember 1944 (Leiter im deutschen Exil: Léon Degrelle; vgl. Reichsgau Wallonien)

### Leiter von 1945 nicht mehr bestehenden Gauen
Bloße Umbenennungen erkennbar an dem Zusatz „UB“ in der Spalte „wurde später“. Nummerierung lediglich zur Orientierung, die Sortierung ist alphabetisch.
| Nr. | Gau                                                                            | entstanden aus                                                | wurde später | … zusammen mit              | Leiter |
| --- | ------------------------------------------------------------------------------ | ------------------------------------------------------------- | --- | --------------------------- | --- |
| 01  | Anhalt                                                                         |                                                               | Magdeburg-Anhalt (1927) | Elbe-Havel                  | Gustav Hermann Schmischke in Dessau |
| 02  | Baden                                                                          |                                                               | Baden-Elsaß (22. März 1941) UB |                             | s. o. |
| 03  | Bayerische Ostmark                                                             | Oberfranken und Niederbayern-Oberpfalz (II) (19. Januar 1933) | Bayreuth (2. Juni 1942) UB |                             | Hans Schemm vom 19. Januar 1933 bis 5. März 1935, danach ab 5. März 1935 Fritz Wächtler |
| 04  | Berlin                                                                         | Berlin-Brandenburg (1. Oktober 1928)                          | Groß-Berlin UB |                             | Joseph Goebbels |
| 05  | Berlin-Brandenburg                                                             |                                                               | Berlin und Brandenburg (1. Oktober 1928) |                             | Ernst Schlange von 1925 bis 1926, danach ab 1. November 1926 Joseph Goebbels |
| 06  | Brandenburg                                                                    | Berlin-Brandenburg (1. Oktober 1928)                          | Kurmark (6. März 1933) | Ostmark                     | vom 1. Oktober 1928 bis 1932 Emil Holtz und vom 18. Oktober 1932 bis 16. März 1933 Ernst Schlange |
| 07  | Braunschweig                                                                   |                                                               | Süd-Hannover-Braunschweig (1. Oktober 1928) | Hannover-Süd                | von 1925 bis 30. September 1928 Ludolf Haase (evtl. auch nur für Hannover-Süd) |
| 08  | Danzig                                                                         |                                                               | Danzig-Westpreußen (1939) UB |                             | s. o. |
| 09  | Elbe-Havel                                                                     |                                                               | Magdeburg-Anhalt (1927) | Anhalt                      | vom 25. November 1925 bis 1926 [?] Alois Bachschmidt |
| 10  | Groß-München („Traditionsgau“)                                                 |                                                               | München-Oberbayern (1933) | Oberbayern                  | [?] |
| 11  | Hannover-Süd                                                                   |                                                               | Süd-Hannover-Braunschweig (1. Oktober 1928) | Braunschweig                | von 1925 bis 30. September 1928 Ludolf Haase (evtl. auch nur für Braunschweig) |
| 12  | Hessen-Darmstadt                                                               |                                                               | Hessen-Nassau (1933) | Hessen-Nassau-Süd           | vom 1. März 1927 bis 9. Januar 1931 Friedrich Ringshausen, danach nur 1931 Peter Gemeinder, danach von 1932 bis 1933 Karl Lenz |
| 13  | Hessen-Nassau-Nord                                                             |                                                               | Kurhessen (1934) |                             | [?] |
| 14  | Hessen-Nassau-Süd                                                              |                                                               | Hessen-Nassau (1933) | Hessen-Darmstadt            | von 1925 bis 1926 Anton Haselmayer, danach von 1926 bis 1927 Walter Schultz, danach von 1927 bis 1933 Jakob Sprenger |
| 15  | Koblenz-Trier                                                                  | Rheinland-Süd (1931)                                          | Moselland (1942) Beitritt |                             | am 1. Juni 1931 wurde der bisherige Gau Rheinland der NSDAP auf Initiative von Gustav Simon, des Bezirksleiters Koblenz-Trier, in die beiden Gaue Köln-Aachen und Koblenz-Trier geteilt. Simon wurde zum Gauleiter von Koblenz-Trier ernannt. Am 24. Januar 1941 wurde der Gau Koblenz-Trier in „Moselland“ umbenannt. |
| 16  | Kurmark                                                                        | Ostmark und Brandenburg ([?])                                 | Mark Brandenburg (1938) UB |                             | s. o. |
| 17  | Lüneburg-Stade                                                                 |                                                               | Ost-Hannover (1928) UB |                             | vom 22. März 1925 bis 30. September 1928 Bernhard Rust |
| 18  | Mittelfranken                                                                  |                                                               | 1929 vergrößert (ab 1936 Gau Franken) | Nürnberg-Fürth-Erlangen     | Julius Streicher („Frankenführer“) |
| 19  | Niederbayern                                                                   | Niederbayern-Oberpfalz (I) (1. Oktober 1928)                  | Niederbayern-Oberpfalz (II) (1. April 1932) | Oberpfalz                   | vom 1. Oktober 1928 bis 1929 Gregor Strasser, danach von 1929 bis 1. April 1932 Otto Erbersdobler |
| 20  | Niederbayern-Oberpfalz (I)                                                     |                                                               | Oberpfalz und Niederbayern (1. Oktober 1928) |                             | von 1925 bis 30. September 1928 Gregor Strasser |
| 21  | Niederbayern-Oberpfalz (II)                                                    | Oberpfalz und Niederbayern (1. April 1932)                    | Bayerische Ostmark (19. Januar 1933) | Oberfranken                 | vom 1. April 1932 bis 19. Januar 1933 Franz Maierhofer |
| 22  | Niederösterreich                                                               |                                                               | Niederdonau ([?]) UB |                             | von 1927 bis 1937 Josef Leopold (evtl. Lücke von 1937 bis 1939, da für Niederdonau erst seit 1939 ein Gauleiter in diesem Artikel bekannt ist) |
| 23  | Nürnberg-Fürth-Erlangen                                                        |                                                               | 1929 zu Mittelfranken (ab 1936 Gau Franken) | Mittelfranken               | ab dem 3. September 1928 Wilhelm Grimm |
| 24  | Oberbayern                                                                     |                                                               | München-Oberbayern (1933) | Groß-München                | ab 1942 Paul Giesler |
| 25  | Oberfranken                                                                    |                                                               | Bayerische Ostmark (19. Januar 1933) | Niederbayern-Oberpfalz (II) | ab 1928 Hans Schemm |
| 26  | Oberösterreich                                                                 |                                                               | Oberdonau ([?]) UB |                             | [genauer Zeitpunkt nötig für Bestimmung des Leiters – ansonsten s. o. bei „Oberdonau“] |
| 27  | Oberpfalz                                                                      | Niederbayern-Oberpfalz (I) (1. Oktober 1928)                  | Niederbayern-Oberpfalz (II) (1. April 1932) | Niederbayern                | vom 1. Oktober 1928 bis 1. April 1932 Franz Maierhofer |
| 28  | Ostmark                                                                        |                                                               | Kurmark (6. März 1933) | Brandenburg                 | vom 2. Januar 1928 bis 1933 Wilhelm Kube |
| 29  | Rheinland-Nord                                                                 |                                                               | Ruhr (1926–1928) | Westfalen                   | Joseph Goebbels, von 1925 bis 1926 zusammen mit Karl Kaufmann |
| 30  | Rheinland-Süd                                                                  |                                                               | ab 1926 Gau Rheinland, 1931 aufgeteilt in Köln-Aachen und Koblenz-Trier |                             | 1925 Heinrich Haake (öfter auch: Heinz Haake), danach von 1925 bis 1931 Robert Ley |
| 31  | Rheinpfalz                                                                     |                                                               | Saar-Pfalz (1935) | Saar(land)                  | 1925/26 Friedrich Wambsganß, ab März 1926 Josef Bürckel (ab 1. März 1933 auch Leiter von Saarland) |
| 32  | Ruhr, auch Groß-Gau Ruhr(-Elberfeld), Sitz Elberfeld, eingeteilt in 10 Bezirke | Rheinland-Nord und Westfalen (März 1926)                      | Ab Sommer 1928 drei, mit der Teilung Westfalens 1931 vier Nachfolgestrukturen: Bezirk (ab 1930 Gau) Essen; Bezirk Bergisches Land/Niederrhein (ab 1930 Gau Düsseldorf); Westfalen (1931 geteilt in Gau Westfalen-Süd und Gau Westfalen-Nord) |                             | zunächst Joseph Goebbels mit Franz Pfeffer von Salomon und Karl Kaufmann, danach von 1926 bis 1928 Karl Kaufmann, Josef Wagner (ab Sommer 1928 Gauleiter Westfalen, später Westfalen-Süd) |
| 33  | Saarland, manchmal auch nur Saar                                               |                                                               | Saar-Pfalz (1935) | Rheinpfalz                  | Jakob Jung (1927 bis 1929), Gustav Staebe (1929), Adolf Ehrecke (1929 bis 1931), Karl Brück (1931 bis 1933), Josef Bürckel (1933), Alois Spaniol (1933–1934) |
| 34  | Saar-Pfalz, manchmal auch Saarpfalz                                            | Rheinpfalz und Saar(land) (1935)                              | Westmark (1937) UB |                             | s. o. |
| 35  | Schlesien                                                                      |                                                               | Niederschlesien und Oberschlesien (1940) |                             | vom 15. März 1925 bis 25. Dezember 1935 (evtl. auch nur bis 12. Dezember 1934) Helmuth Brückner, danach bis 1940 Josef Wagner |
| 36  | Sudetengau                                                                     |                                                               | Sudetenland (1939) UB |                             | [?] |
| 37  | Unterfranken                                                                   |                                                               | Mainfranken (1935) UB |                             | s. o. |
| 38  | Warthegau                                                                      |                                                               | Wartheland (29. Januar 1940) UB |                             | s. o. |
| 39  | Westfalen                                                                      |                                                               | Ruhr (1926–1928) | Rheinland-Nord              | von 1925 bis 1926 Franz Pfeffer von Salomon |

### Gauwinkel
Ein Gauwinkel wurde verwendet, um den Träger einem angehörigen Gau zuordnen zu können. Heute wird das Zeichen von Rechtsextremisten verwendet (siehe dazu den Artikel: Rechtsextreme Symbole und Zeichen).

## Aufteilung der Partei unterhalb der Gaue

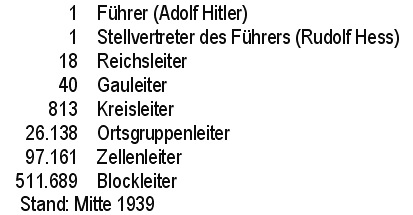
Struktur der NSDAP (Mitte 1939)

Die Parteigaue wurden nochmals unterteilt und zwar in Kreise mit Kreisleitung und Kreisleiter, darunter in Ortsgruppen mit Ortsgruppenleitung und Ortsgruppenleiter. Diese waren wiederum in acht Zellen mit je einem Zellenleiter untergliedert. Darunter gab es als kleinste Einheit jeweils vier bis acht sogenannte Blocks (etwa 40 bis 60 Haushalte) mit eigenem Leiter, der im Volksmund meist als Blockwart bezeichnet wurde. Wenn man berücksichtigt, dass die NS-Volkswohlfahrt sich an der Parteiorganisation in ihrer eigenen Organisation orientierte, wird bei der bekannten Aufstellung der Strukturen der NS-Volkswohlfahrt deutlich, wie umfangreich die Partei organisiert war: 40 Gau-, 813 Kreis-, 26.138 Ortsgruppen, 97.161 Zellen und 511.689 Blocks (Mitte 1939). 1935 bestand alleine der Gau Kurmark (ab 1938 Mark-Brandenburg) bspw. aus 46 Kreisen, 903 Ortsgruppen, 2467 Zellen und 10873 Blöcken. Er war zu dieser Zeit flächenmäßig der größte aller Gaue.

### Kreisleiter
Durch Anordnung des Reichsorganisationsleiters der NSDAP vom Juni 1932 wurden alle Gaue im Deutschen Reich in NSDAP-Kreise unterteilt. Auf der neugeschaffenen Ebene fungierte nun ein Kreisleiter als „Hoheitsträger“ der Partei. Dieser wurde zunächst vom Gauleiter kommissarisch berufen. Nach einiger Zeit als Dienststellenleiter auf Probe, der Teilnahme an einem Kurs der Landesführerschule und der Vorlage von Befähigungszeugnis und Ariernachweis wurde der Anwärter von Hitler endgültig bestätigt. Die Ernennung zum ordentlichen Kreisleiter fand im feierlichen Rahmen durch Aushändigung eines Ausweises als Urkunde statt. War eine endgültige Amtsübertragung nicht vorgesehen, so führte der Betreffende die Bezeichnung „Kreisleiter“ mit Zusätzen wie „mit der Führung beauftragt“ (m. d. F. b.), „mit der Wahrnehmung der Geschäfte beauftragt“ (m. d. W. d. G. b.) oder „zur besonderen Verfügung/Verwendung“ (z. b. V.).
Der Kreisleiter der NSDAP stand an der Spitze einer eigenen Dienststelle („Kreisleitung“) mit einem Stab von Mitarbeitern. Er erhielt seine Befehle vom Gauleiter und bekleidete somit – von der geographischen Verwaltung aus gesehen – den vierthöchsten Posten in der NSDAP nach dem Gauleiter, dem Stellvertreter und dem Führer. Die Dienststellung des Kreisleiters entsprach der eines stellvertretenden Gauleiters, eines Gauhauptamtsleiters oder eines Reichsamtsleiters. Ab 1939 konnten ihm NSDAP-Dienstränge vom Hauptabschnittsleiter bis zum Dienstleiter verliehen werden. In Abwesenheit erfolgte die Vertretung des Kreisleiters meist durch den Kreisgeschäftsführer der NSDAP. Während des Krieges konnte der langwierige Prozess bis zur endgültigen Ernennung durch Hitler so nicht weiter praktiziert werden, weshalb immer mehr kommissarische Kreisleiter amtierten. 1943 wurde dann das Amt des vom Gauleiter berufenen „Kriegskreisleiters“ eingeführt. Dieser hatte keine bloße Vertreterstellung mehr, sondern war ein mit allen Vollmachten ausgestatteter Hoheitsträger.
Der Kreisleiter sollte bei Luftangriffen für die Partei Hilfsmaßnahmen organisieren, indem er Verpflegung und Notquartiere bereitstellte und für die Sicherstellung des Hausrates der Bombenopfer sorgte. Im Verlauf des Bombenkrieges wurde der Kreisleiter in den Großstädten immer mehr zur zentralen Schaltstelle bei der Bekämpfung von Luftkriegsfolgen. So stellte er Einsatzstäbe der Partei auf, die nach Luftangriffen beim Löschen von Bränden mitwirkten. Zu den weiteren Aufgaben des Kreisleiters gehörten die „Gefallenenehrungsfeiern“ der NSDAP. Ziel dieser Maßnahmen war, die Bevölkerung zum Durchhalten zu bewegen.
Wegen des geringen deutschen Bevölkerungsanteils umfassten einige Kreise der NSDAP das Gebiet mehrerer staatlicher Kreise.

### Ortsgruppenleiter
Der nationalsozialistische Ortsgruppenleiter stand einer NSDAP-Ortsgruppe vor. Er gehörte dem „Korps der Politischen Leiter“ an und war nebenberuflicher „Amtswalter“ der Partei. Der Ortsgruppenleiter (gelegentlich auch als Ortsgruppenführer bezeichnet) stand in der pyramidenförmigen Leitungsstruktur der NSDAP auf der dritten Ebene von unten über dem Zellenleiter und dem darunter stehenden Blockwart (Blockleiter). Oberhalb des Ortsgruppenleiters folgten die Kreisleiter, die 32 Gauleiter, die 18 Reichsleiter sowie der Führer und dessen Stellvertreter.
Dem Ortsgruppenleiter unterstanden nicht nur die NSDAP-Parteimitglieder (mindestens 50 und höchstens 500), sondern alle Haushalte (mindestens 150 und höchstens 1500) in der Ortsgruppe. Auch waren dem Ortsgruppenleiter die Zellen- und Blockleiter unterstellt. Er selbst war dem Kreisleiter der Partei verantwortlich und wurde von diesem dem Gauleiter zur Ernennung vorgeschlagen. Als Stellvertreter verfügte der Ortsgruppenleiter über einen Adjutanten, den Stützpunktleiter, dessen Amt 1939 aufgelöst wurde.
Die Ortsgruppe bestand meistens aus acht Zellen und sollte möglichst nicht die Grenzen einer Gemeinde überschreiten; dennoch konnte in ländlichen Gebieten eine NSDAP-Ortsgruppe durchaus mehrere Gemeinden umfassen.
Die parteirechtliche Funktion des Ortsgruppenleiters entsprach eigentlich derjenigen des Vorsitzenden einer heutigen Parteigliederung auf der Ebene einer Kommune; faktisch kontrollierte jedoch der jeweilige Ortsgruppenleiter sogar den Bürgermeister oder Oberbürgermeister und durfte sich ihm gegenüber unter Missachtung von Recht und Gesetz Weisungsbefugnisse anmaßen. Dabei waren die Zuständigkeiten zwischen der staatlichen Organisation und der Parteigliederung keineswegs klar abgegrenzt. Die Funktionsträger – einerseits der Bürgermeister und andererseits der Ortsgruppenleiter – verfolgten häufig unterschiedliche Ziele und agierten teils miteinander, teils gegeneinander. Die fehlende Konturierung der Zuständigkeiten führte mitunter zu chaotischen Zuständen, welche die Verunsicherung der Bevölkerung beförderten. So wurde, wie auch heute in Staaten mit parallelen Strukturen von staatlicher Organisation und Parteiapparat, die Durchsetzung radikaler Ziele erleichtert.
Es war Aufgabe des Ortsgruppenleiters, „durch geeignete Veranstaltungen die Bevölkerung nationalsozialistisch auszurichten“ und „sich durch die der Gemeindevertretung angehörenden Politischen Leiter seines Stabes über kommunale Vorhaben und Beschlüsse Bericht erstatten zu lassen und nötigenfalls Meldungen an den Beauftragten der Partei zu machen“. Dieser „Beauftragte der Partei“ war in der Regel der übergeordnete NSDAP-Kreisleiter. Der Ortsgruppenleiter war für die „Belange der gesamten Bevölkerung eines Ortes“ und nicht nur für die Parteimitglieder verantwortlich.
Der Ortsgruppenleiter residierte in der „Ortsgruppendienststelle“, in der auch die örtlichen Vertreter der DAF, der NS-Frauenschaft und der NSV untergebracht waren. Die obersten Vertreter dieser örtlichen Teilorganisationen der NSDAP bildeten zusammen mit dem Ortsgruppenleiter den „Ortsgruppenstab“, der für Schulungen, Organisation, Geschäftsführung und Propaganda in der Ortsgruppe verantwortlich war.
Der Ortsgruppenleiter war beauftragt, Fragebögen nicht nur über Mitglieder der NSDAP, sondern auch über alle Einwohner eines Ortes anzufertigen: In 45 Fragen wurde die politische Zuverlässigkeit im Sinne des Nationalsozialismus überprüft.

### Zellenleiter
Der Zellenleiter stand an sechster Stelle in der Rangliste der NSDAP-Funktionäre. Er musste sich um die Verwaltung von etwa vier bis acht Blocks kümmern, die jeweils von einem Blockleiter geführt wurden. Vor allem bei geringer Siedlungsdichte im ländlichen Raum wurde die Funktionsebene des Zellenleiters auch eingespart und die Aufgaben vom Ortsgruppenleiter selbst übernommen.
Der Zellenleiter nahm an den monatlichen Besprechungen teil, die die Blockleiter mit ihren Helfern abhielten. Zellenleiter sollten dem Ortsgruppenleiter regelmäßig einen mündlichen Stimmungsbericht geben und ihn über Missstände informieren.

### Blockleiter (Blockwart)
Der Blockleiter der NSDAP war der rangniedrigste Parteifunktionär innerhalb der NSDAP. Er war für etwa 40 bis 60 Haushalte zuständig.

## Dienstgrade, Kragenspiegel, Kraftwagenflaggen und Abzeichen der NSDAP
Parteiamtliche Uniformen, Uniformteile, Gewebe, Fahnen und Abzeichen wurden von Reichsschatzmeister Schwarz vergeben und im Heimtückegesetz vor Missbrauch geschützt. Die einzelnen Uniformteile konnten in der veröffentlichten Bekanntmachung vom 16. Januar 1935 nachgelesen werden.
Weiterhin gab es als Auszeichnungen das Goldene Ehrenzeichen der NSDAP (gestiftet 1933), inoffiziell als das Goldene Parteiabzeichen der NSDAP bezeichnet, sowie das Parteiabzeichen der NSDAP für Ausländer. Sehr selten war der Deutsche Orden 1.–3. Stufe (gest. 1942) als höchste Parteiauszeichnung. Selten war das Ehrenzeichen vom 9. November 1923 (gest. 1934), der so genannte Blutorden. Schließlich gab es für Hauptamtliche die Dienstauszeichnung der NSDAP 3.–1. Stufe (gest. 1939).

### Abzeichen
Auf den Parteiuniformen wurden folgende Abzeichen verwendet (ab 1938):

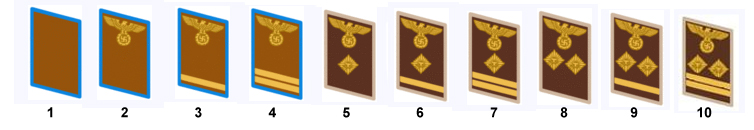
1: Anwärter (Nicht-Parteimitglied), 2: Anwärter, 3: Helfer, 4: Oberhelfer, 5: Arbeitsleiter, 6: Oberarbeitsleiter, 7: Hauptarbeitsleiter, 8: Bereitschaftsleiter, 9: Oberbereitschaftsleiter, 10: Hauptbereitschaftsleiter

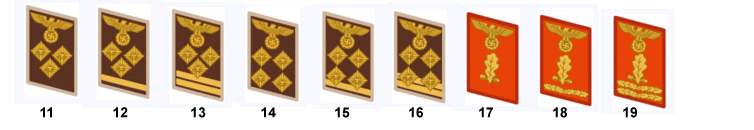
11: Einsatzleiter, 12: Obereinsatzleiter, 13: Haupteinsatzleiter, 14: Gemeinschaftsleiter, 15: Obergemeinschaftsleiter, 16: Hauptgemeinschaftsleiter, 17: Abschnittsleiter, 18: Oberabschnittsleiter, 19: Hauptabschnittsleiter

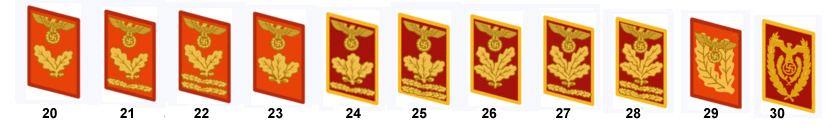
20: Bereichsleiter, 21: Oberbereichsleiter, 22: Hauptbereichsleiter, 23: Dienstleiter, 24: Oberdienstleiter, 25: Hauptdienstleiter, 26: Befehlsleiter, 27: Oberbefehlsleiter, 28: Hauptbefehlsleiter, 29: Gauleiter, 30: Reichsleiter

Ferner gab es folgende Dienststellungsabzeichen (die meisten bis zum Jahr 1937):
- Blockleiter: Goldener Winkel im braunen Spiegel mit Silberumfassung
- Stellenleiter: Silberner Winkel im braunen Spiegel mit Silberumfassung
- Zellenleiter: Zwei goldene Winkel (der Rest ist dann immer gleich)
- Hauptstellenleiter: Zwei silberne Winkel
- Amtsleiter: Spiegel sahen ungefähr so wie die Unteroffiziersspiegel der deutschen Wehrmacht aus; in Silber
- Stützpunktleiter: Spiegel sahen ungefähr wie die Mannschaftsspiegel der Wehrmacht aus; in Gold
- Ortsgruppenleiter: Spiegel wie Offiziersspiegel der Wehrmacht; in Gold

### Kraftwagenflaggen
Ab dem Jahr 1936 wurden den politischen Leitern der NSDAP eigene Kraftwagenflaggen zugebilligt. Diese brachte man an der rechten Seite des Fahrzeugs an, während die linke Seite mit einer Parteifahne ausgestattet war. Im Jahr 1938 wurden die Flaggen durch Anpassung des Reichsadlers und der aufgebrachten Buchstaben modifiziert. Die Umrandungen bekamen verschiedene Farben. Nur ein Jahr später kam es zu einer wiederholten Neugestaltung der Stander, als der Kreis der Berechtigten erweitert wurde und unter anderem besondere Flaggen für den stellvertretenden Gauleiter sowie den Ortsgruppenleiter eingeführt wurden.

#### 1936–1938
- 1
- 2
- 3
- 4
- 5
- 6

1: Reichsleiter 2: Gauleiter 3: Kreisleiter 4: Hauptdienstleiter, Hauptamtsleiter, Amtsleiter (Reichsleitung) 5: Gauleiter (stv.), Hauptamtsleiter, Amtsleiter (Gauleitung) 6: Hauptamtsleiter, Amtsleiter (Kreisleitung)

#### 1938–1939

1
2
3
4
5
6

1: Reichsleiter 2: Gauleiter 3: Kreisleiter 4: Hauptdienstleiter, Hauptamtsleiter, Amtsleiter (Reichsleitung) 5: Gauleiter (stv.), Hauptamtsleiter, Amtsleiter (Gauleitung) 6: Hauptamtsleiter, Amtsleiter (Kreisleitung)

#### 1939–1945 (1941?)

1
2
3
4
5
6

1
2
3
4
5
6
7
8
9
10
11

1: Reichsleiter 2: Hauptamtsleiter, Oberamtsleiter (Reichsleitung) 3: Amtsleiter (Reichsleitung) 4: Gauleiter 5: Gauleiter (Stellvertreter) 6: Hauptamtsleiter (Gauleitung) 7: Kreisleiter 8: Ortsgruppenleiter 9: Hauptstellenleiter 10: Amtsleiter (Gauleitung) 11: Hauptamtsleiter, Amtsleiter (Kreisleitung)
In seiner Funktion als Stellvertreter des Führers und von 1933 bis 1941 somit Inhaber des zweithöchsten Amtes in der NSDAP führte Heß eine eigene Standarte, die er jedoch nur als Kraftwagenflagge benutzte. Diese existierte in 2 Varianten, wobei diejenige mit dem schwarzen Parteiadler offenbar nur sehr selten Verwendung fand.

Kfz-Standarte von Rudolf Heß
Kfz-Standarte von Heß (alternative Version)